# Lista de atletas brasileiros nos Jogos Olímpicos de Verão de 2008
A lista a seguir discrimina os atletas brasileiros que participaram da Pequim 2008, independentemente de terem logrado êxito na busca por medalhas.
Nos Jogos Olímpicos de Verão de 2008, os Jogos de número XXIX, em Pequim, na China, o Brasil participou de sua vigésima quinta Olimpíada, sendo a vigésima participação nos Jogos de Verão. A missão brasileira, mais uma vez chefiada por Marcus Vinícius Freire, foi a maior da história do país em Jogos Olímpicos até aqui. Foram 469 integrantes: 192 dirigentes e técnicos e 277 atletas (145 homens e 132 mulheres), em 29 esportes (também um recorde): tiro com arco, ginástica artística, nado sincronizado, atletismo, basquetebol, voleibol de praia, boxe, canoagem, ciclismo, saltos ornamentais, hipismo, esgrima, futebol, handebol, judô, pentatlo moderno, ginástica rítmica, remo, vela, tiro esportivo, natação, tênis de mesa, taekwondo, tênis, triatlo, voleibol, levantamento de peso, luta Olímpica e estreou na maratona aquática. Conquistando 17 medalhas: 3 de ouro, 4 de prata e 10 de bronze.
Subsedes:
Além da sede, os torneios de futebol também foram realizados em Qinhuangdao, Shanghai, Shenyang e Tianjin; nas ruas de Juyongguan ocorreram as provas do ciclismo de estrada; Qingdao acolheu as regatas da vela; Shunyi a canoagem, o remo e a maratona aquática; Xianggang (Hong Kong) abrigou as provas de equitação.
Sobre as medalhas, com as 10 conquistas foi o maior número de bronzes até o momento (mais um recorde). Quatro vieram dos tatames: No Judô masculino Leandro Guilheiro e Tiago Camilo se tornaram medalhistas múltiplos respectivamente nas categorias "peso leve" e "peso meio-médio"; no judô feminino na categoria "peso leve", Ketleyn Quadros se tornou a primeira mulher brasileira de todos os esportes a ganhar uma medalha individual em Olimpíadas; Natália Falavigna baixou de categoria e, agora disputando no "peso médio" conquistou a primeira medalha brasileira da história do taekwondo para o país; o técnico Carlos Dunga voltou a uma Olimpíada 24 anos depois de conquistar a medalha de prata como jogador, dessa vez treinando a seleção de "futebol masculino" e, não oficialmente, se tornou bimedalhista treinando uma equipe em que se destacaram Diego Ribas, Hernanes, Marcelo, Thiago Neves, Thiago Silva e Ronaldinho, entre outros; Cesar Cielo estreou nos Jogos ganhando duas medalhas em edição única, fato que apenas Guilherme Paraense, Afrânio da Costa e Gustavo Borges tinham conseguido até aqui, o bronze veio nos "100 metros livre"; da vela veio a primeira conquista feminina do país com Fernanda Oliveira e Isabel Swan na "classe 470"; das areias do "vôlei de praia" veio a segunda conquista de Emanuel e a terceira de Ricardo, que agora tem uma medalha de cada cor; os outros dois bronzes tiveram histórias parecidas e vieram do atletismo, ambas nos "4x100 metros rasos" com o quarteto masculino formado por Bruno Lins, José Carlos Codó, Sandro Viana e Vicente Lenílson que garantiram o pódio e a segunda conquista de Lenílson; já quarteto feminino formado por Lucimar de Moura, Rosângela Santos, Rosemar Coelho e Thaíssa Presti completaram a lista. Duas curiosidades sobre essas últimas duas conquistas: As duas equipes tinham reservas que não chegaram a ser acionados em nenhuma etapa do torneio e assim, mesmo participando da campanha, não receberam medalhas os atletas do masculino Nilson Andrè e Rafael da Silva Ribeiro e do feminino a corredora Ana Cláudia Lemos. A segunda curiosidade foi que as duas medalhas vieram com anos de atraso. A feminina foi entregue apenas em 2017, após Yuliya Chermoshanskaya, integrante da equipe russa que ganhou o ouro naquele dia, ser flagrada no doping e esgotarem todos os recursos. A masculina demorou um pouco mais, só chegou em 2019, após esgotarem todos os recursos dos jamaicanos, até então campeões da prova, devido ao doping de Nesta Carter, o que manchou um pouco o objetivo de Usain Bolt que integrava a equipe de seu país e que tinha como meta conquistar 9 medalhas em 3 Olimpíadas consecutivas e nas pistas conseguiu, mas de fato, com esse caso sendo confirmado, perdeu indiretamente a medalha desse revezamento. Assim, Rosângela Santos se tornou a mais jovem medalhista brasileira entre as mulheres até esse momento aos 17 anos, 8 meses e 2 dias de idade, superando a futebolista Renata Kóki. 
Sobre as 4 pratas, vieram todas de modalidades coletivas: Na vela, Robert Scheidt conquistou sua 4.ª medalha, dessa vez em dupla com Bruno Prada devido a mudança para a "classe star"; das areias, Fabio Luiz Magalhães e Márcio Araújo trouxeram a 9.ª medalha da história do "voleibol de praia"; no "futebol feminino", Jorge Barcellos treinou a equipe que trouxe a 2.ª prata da modalidade e que também foi o 2.° pódio de Andréa, Maycon, Renata Kóki, Daniela Alves, Rosana, Cristiane, Marta, Tânia Maranhão, Pretinha e Formiga (as 3 últimas em sua quarta Olimpíada de 4 possíveis); o "vôlei masculino" trouxe a medalha comandado mais uma vez por Bernardinho Rezende que, entre outros, tinha na equipe os agora medalhistas múltiplos Anderson, André Heller, André Nascimento, Dante, Giba, Gustavo Endres, Rodrigão e Serginho. Foi também a quinta conquista de Bernardinho, a quarta como técnico.
Os ouros marcaram 3 títulos inéditos para o país nessa edição: Nas piscinas o já citado medalhista múltiplo de edição única César Cielo conquistou também o primeiro título Olímpico da natação brasileira nos "50 metros livre"; após estrear em 2000 e ser cortada em 2004 por doping, Maurren Higa Maggi conquistou o primeiro ouro para o atletismo feminino do Brasil em uma prova marcante no "salto em distância"; mais uma redenção, após os recentes tropeços, foi no "voleibol feminino" que conquistou o primeiro título da modalidade com as medalhistas múltiplas Fofão e Walewska acompanhadas de Fabi, Fabiana, Jaqueline, Mari, Paula Pequeno, Sheilla e Thaísa, entre outras, novamente comandadas por José Roberto Guimarães, agora extra-oficialmente também bicampeão Olímpico. A ponteira Mari se tornou campeã no dia do seu aniversário de 25 anos, semelhante ao que aconteceu com Leila Barros em 2000, quando da conquista do bronze em Sydney; Fofão se tornou a brasileira campeã Olímpica com mais idade aos 38 anos, 5 meses e 13 dias e Thaísa a campeã mais jovem aos 21 anos, 3 meses e 8 dias de idade.
Com esses feitos, Robert Sheidt alcançou 4 conquistas e igualou Gustavo Borges em número total de pódios na lista de medalhistas múltiplos, atrás apenas de Torben Grael que até 2004 somava 5 pódios, mas assumiu o topo da lista no desempate pelas cores das medalhas; César Cielo igualou o feito de Gustavo, Afrânio e Guilherme Paraense com as suas duas medalhas conquistadas nessa edição; quem também já tinha duas conquistas e nessa edição ampliou para três foram os voleibolistas Ricardo Santos e Fofão (primeira mulher a conquistar 3 medalhas). Já a lista com novos bi-medalhistas cresceu substancialmente, muito graças aos esportes coletivos, com mais 23 múltiplos: Cielo, Serginho, Dante, Giba, Rodrigão, Anderson, André Heller, André Nascimento, Gustavo Endres, Emanuel, Walewska, Marta, Andréia Suntaque, Cristiane, Daniela Alves, Pretinha, Maycon, Formiga, Renata Kóki, Rosana Augusto, Tânia Maranhão, Tiago Camilo, Leandro Guilheiro e Vicente Lenílson. O total subiu para 73 brasileiros com dois ou mais pódios conquistados. (Vide seção "Multimedalhistas").
Demais destaques:
Na ginástica rítmica a equipe feminina disputou pela primeira vez a final "por equipes", ficando em 8.° lugar; Daiane dos Santos mais uma vez avançou à final do "solo" terminando na 5.ª posição; Jade Barbosa foi a primeira brasileira a se classificar para a final no "salto sobre a mesa" e também disputou as finais do "individual geral", concluindo respectivamente na 7.ª e 10.ª colocações; Ana Cláudia Trindade também avançou à final do "individual geral" chegando em 22.° lugar; no masculino, Diego Hypólito foi o primeiro brasileiro a disputar uma final, no "solo", e concluiu na 6.ª posição. Na qualificação foi o 1.° colocado, primeiro brasileiro a conseguir tal marca; na qualificação do nado sincronizado Lara Teixeira e Nayara Figueira ficaram a 0,2 centésimos de disputar a final do "dueto" e terminaram em 13.° lugar; o "basquete feminino" sob o comando de Paulo Bassul não passou da primeira fase e o masculino não disputou esses Jogo; nas duplas femininas do "vôlei de praia" Talita e Renata disputaram o bronze, mas foram derrotadas na partida decisiva e terminaram em 4.° lugar; Ana Paula retornou, dessa vez em dupla com Larissa França e obtiveram a 5.ª posição, mesma colocação dos Jogos anteriores; no hipismo, Marcelo Tosi disputou a final do "concurso completo de equitação" e ficou na 22.ª posição; no "concurso de saltos" Rodrigo Pessoa quase garantiu uma medalha, mas foi desclassificado por doping do cavalo Rufus e Camila Benedicto conseguiu um 10.° lugar, a melhor colocação da modalidade nessa edição; no judô, Edinanci disputou o bronze do "peso meio-pesado", ficando com a 5.ª posição; na vela, Bimba chegou na 5.ª colocação da "classe windsurf" e André Fonseca e Rodrigo Duarte terminaram no 7.° lugar da "classe 49er"; nas piscinas foram mais 4 finais: Kaio Márcio foi 7.° nos "200 metros borboleta", Tiago Pereira foi 4.° e 8.° nas duas provas individuais de "medley" e Gabriella Silva foi 7.ª nos "100 metros borboleta"; na luta Olímpica, Zanza Conceição foi a primeira mulher brasileira a competir e alcançou as quartas de final na "luta livre peso pesado", concluindo o torneio na 8.ª posição; com status semelhante a esporte de demonstração, mas chamado oficialmente de torneio afiliado, 3 brasileiros disputaram o torneio de "wunshu (kung fu)" e na categoria sanshou (até 85 kg) o atleta Emerson Almeida conquistou o 3.° lugar no pódio; na "marcha de 20 km" José Bagio repetiu a 14.ª posição dos Jogos anteriores; ainda no atletismo, mais quatro brasileiros disputaram finais: No masculino Jadel Gregório no "salto triplo" e Jessé de Lima no "salto em altura" ficaram respectivamente em 6.° e 10.° lugares. No feminino as finalistas foram Keila Costa no "salto em distância" e Fabiana Murer no "salto com vara" concluindo sucessivamente na 11.ª e na 10.ª colocações. Especificamente sobre Fabiana, foi uma das mais frustradas expectativas da história dos Jogos. O retrospecto da atleta nas competições anteriores apontava para grandes chances de conquistar uma vaga no pódio, pois ela chegou a Pequim como penta campeã do troféu Brasil, 1 ouro e 1 prata em edições do Sul-Americano, 2 ouros em Grand Prix de atletismo, 1 prata e 1 bronze em Mundiais, atual campeã Pan-Americana e 2.ª colocada no ranking mundial, atrás apenas de Elena Isinbaeva. Se classificou para a final na 2.ª posição, mas na fase decisiva uma de suas varas favoritas e específicas para saltar acima de 4,60 m desapareceu de seu saco de varas, fazendo-a perder totalmente a concentração para os saltos seguintes. Fabiana tentou até interromper a prova, reclamando com os árbitros e se postando na frente da atleta chinesa Gao Shuying, impedindo-a de saltar e exigindo que sua vara fosse encontrada. Sem nada conseguir, abalada, com a concentração e a vara específica perdidas, ela falhou nas três tentativas de superar os 4,65 m com uma vara improvisada e terminou apenas em 10.° lugar. Naquela mesma noite, após a prova, sua vara foi encontrada junto com as varas de outras atletas que haviam sido eliminadas mais cedo e que foram retiradas por engano da área da prova pela organização. O Comitê Organizador dos Jogos enviou uma carta à delegação brasileira pedindo desculpas formais pelo incidente. 
Abaixo segue a relação dos esportistas brasileiros participantes da Pequim 2008.

## Tiro com arco
Masculino
| Atleta                | Modalidade           | Preliminar          | Rodada 1                   | Rodada 2             | Rodada 3             | Quartas de final     | Semifinal            | Final                | Colocação final | Referência(s) |
| Atleta                | Modalidade           | Resultado Colocação | Adversário Resultado       | Adversário Resultado | Adversário Resultado | Adversário Resultado | Adversário Resultado | Adversário Resultado | Colocação final | Referência(s) |
| --------------------- | -------------------- | ------------------- | -------------------------- | -------------------- | -------------------- | -------------------- | -------------------- | -------------------- | --------------- | ------------- |
| Luiz Gustavo Trainini | masculino individual | 610 61.°            | KOR Park Kyung-Mo D 99-116 | Não avançou          | Não avançou          | Não avançou          | Não avançou          | Não avançou          | =58.°           | [ 12 ]        |

## Ginástica artística
Masculino
Individual
| Atleta         | Modalidade       | Qualificação       | Qualificação     | Qualificação       | Qualificação       | Qualificação     | Qualificação | Qualificação | Qualificação | Final              | Final            | Final              | Final              | Final            | Final       | Final       | Final     | Referência(s) |
| Atleta         | Modalidade       | Aparelho           | Aparelho         | Aparelho           | Aparelho           | Aparelho         | Aparelho     | Total        | Colocação    | Aparelho           | Aparelho         | Aparelho           | Aparelho           | Aparelho         | Aparelho    | Total       | Colocação | Referência(s) |
| Atleta         | Modalidade       | exercícios de solo | cavalo de arções | balanço de argolas | salto sobre a mesa | barras paralelas | barra fixa   | Total        | Colocação    | exercícios de solo | cavalo de arções | balanço de argolas | salto sobre a mesa | barras paralelas | barra fixa  | Total       | Colocação | Referência(s) |
| -------------- | ---------------- | ------------------ | ---------------- | ------------------ | ------------------ | ---------------- | ------------ | ------------ | ------------ | ------------------ | ---------------- | ------------------ | ------------------ | ---------------- | ----------- | ----------- | --------- | ------------- |
| Diego Hypólito | individual geral | 15.950 1.° Q       | _                | _                  | 16.100 =25.°       | _                | _            | 32.050       | 83.°         | Não avançou        | Não avançou      | Não avançou        | Não avançou        | Não avançou      | Não avançou | Não avançou | 83.°      | [ 13 ]        |

Aparelhos
| Atleta         | Modalidade         | Qualificação        | Final               | Colocação final | Referência(s) |
| Atleta         | Modalidade         | Resultado Colocação | Resultado Colocação | Colocação final | Referência(s) |
| -------------- | ------------------ | ------------------- | ------------------- | --------------- | ------------- |
| Diego Hypólito | exercícios de solo | 15.200 6.°          | 31.150 6.°          | 6.°             | [ 14 ]        |

Feminino
Equipe
| Atleta               | Modalidade        | Qualificação       | Qualificação       | Qualificação        | Qualificação        | Qualificação | Qualificação | Final              | Final              | Final               | Final               | Final   | Final     | Referência(s) |
| Atleta               | Modalidade        | Aparelho           | Aparelho           | Aparelho            | Aparelho            | Total        | Colocação    | Aparelho           | Aparelho           | Aparelho            | Aparelho            | Total   | Colocação | Referência(s) |
| Atleta               | Modalidade        | exercícios de solo | salto sobre a mesa | barras assimétricas | trave de equilíbrio | Total        | Colocação    | exercícios de solo | salto sobre a mesa | barras assimétricas | trave de equilíbrio | Total   | Colocação | Referência(s) |
| -------------------- | ----------------- | ------------------ | ------------------ | ------------------- | ------------------- | ------------ | ------------ | ------------------ | ------------------ | ------------------- | ------------------- | ------- | --------- | ------------- |
| Ana Cláudia Trindade | geral por equipes | 14.800 15.°        | 14.750 =35.°       | 14.550 35.°         | 13.475 73.°         | 57.575       | 27.° q       | 13.375 24.°        | _                  | _                   | _                   | 13.375  | 44.°      | [ 15 ]        |
| Daiane dos Santos    | geral por equipes | 15.275 5.° Q       | 14.800 =31.°       | DNS SC              | DNS SC              | 30.075       | 59.°         | 15.275 3.°         | 14.675 =17.°       | _                   | _                   | 29.950  | 24.°      | [ 15 ]        |
| Daniele Hypólito     | geral por equipes | 14.250 =37.°       | DNF SC             | 14.300 49.°         | 14.000 50.°         | 42.550       | 61.°         | _                  | _                  | 14.625 =18.°        | 14.925 19.°         | 29.550  | 27.°      | [ 15 ]        |
| Ethiene Franco       | geral por equipes | 14.275 =35.°       | 14.175 =51.°       | 14.100 54.°         | 14.400 42.°         | 56.950       | 31.°         | _                  | _                  | _                   | 13.675 24.°         | 13.675  | 43.°      | [ 15 ]        |
| Jade Barbosa         | geral por equipes | 14.900 13.°        | 15.100 =13.° Q     | 14.800 21.°         | 14.700 32.°         | 59.500       | 12.° Q       | 14.325 17.°        | 15.025 13.°        | 14.725 =16.°        | 15.300 9.°          | 59.375  | 4.°       | [ 15 ]        |
| Laís Souza           | geral por equipes | DNF SC             | 14.800 =31.°       | 14.775 25.°         | 13.575 71.°         | 43.150       | =51.°        | _                  | 14.600 21.°        | 14.350 23.°         | _                   | 28.950  | 30.°      | [ 15 ]        |
| Total                | geral por equipes | 59.250 3.°         | 59.450 3.°         | 58.425 9.°          | 56.675 11.°         | 233.800      | 7.° Q        | 42.975 6.°         | 44.300 5.°         | 43.700 7.°          | 43.900 7.°          | 174.875 | 8.°       | [ 15 ]        |

Individual
| Atleta               | Modalidade       | Qualificação       | Qualificação       | Qualificação        | Qualificação        | Qualificação | Qualificação | Final              | Final              | Final               | Final               | Final       | Final     | Referência(s) |
| Atleta               | Modalidade       | Aparelho           | Aparelho           | Aparelho            | Aparelho            | Total        | Colocação    | Aparelho           | Aparelho           | Aparelho            | Aparelho            | Total       | Colocação | Referência(s) |
| Atleta               | Modalidade       | exercícios de solo | salto sobre a mesa | barras assimétricas | trave de equilíbrio | Total        | Colocação    | exercícios de solo | salto sobre a mesa | barras assimétricas | trave de equilíbrio | Total       | Colocação | Referência(s) |
| -------------------- | ---------------- | ------------------ | ------------------ | ------------------- | ------------------- | ------------ | ------------ | ------------------ | ------------------ | ------------------- | ------------------- | ----------- | --------- | ------------- |
| Jade Barbosa         | individual geral | 14.900 13.°        | 15.100 =13.°       | 14.800 21.°         | 14.700 32.°         | 59.500       | 12.° Q       | 13.950 =18.°       | 15.025 =7.°        | 15.075 12.°         | 15.500 9.°          | 59.550      | 10.°      | [ 16 ]        |
| Ana Cláudia Trindade | individual geral | 14.800 15.°        | 14.750 =35.°       | 14.550 35.°         | 13.475 73.°         | 57.575       | 27.° q       | 14.350 15.°        | 14.175 20.°        | 14.175 23.°         | 14.175 21.°         | 56.875      | 22.°      | [ 16 ]        |
| Ethiene Franco       | individual geral | 14.275 =35.°       | 14.175 =51.°       | 14.100 54.°         | 14.400 42.°         | 56.950       | 31.°         | Não avançou        | Não avançou        | Não avançou         | Não avançou         | Não avançou | 36.°      | [ 16 ]        |
| Laís Souza           | individual geral | DNF SC             | 14.800 =31.°       | 14.775 25.°         | 13.575 71.°         | 43.150       | =51.°        | Não avançou        | Não avançou        | Não avançou         | Não avançou         | Não avançou | 73.°      | [ 16 ]        |
| Daniele Hypólito     | individual geral | 14.250 =37.°       | DNF SC             | 14.300 49.°         | 14.000 50.°         | 42.550       | 61.°         | Não avançou        | Não avançou        | Não avançou         | Não avançou         | Não avançou | 75.°      | [ 16 ]        |
| Daiane dos Santos    | individual geral | 15.275 5.°         | 14.800 =31.°       | DNS SC              | DNS SC              | 30.075       | 59.°         | Não avançou        | Não avançou        | Não avançou         | Não avançou         | Não avançou | 83.°      | [ 16 ]        |

Aparelhos
| Atleta               | Modalidade          | Qualificação        | Final               | Colocação final | Referência(s) |
| Atleta               | Modalidade          | Resultado Colocação | Resultado Colocação | Colocação final | Referência(s) |
| -------------------- | ------------------- | ------------------- | ------------------- | --------------- | ------------- |
| Ana Cláudia Trindade | exercícios de solo  | 14.800 15.°         | Não avançou         | 15.°            | [ 17 ]        |
| Ana Cláudia Trindade | barras assimétricas | 14.550 35.°         | Não avançou         | 35.°            | [ 18 ]        |
| Ana Cláudia Trindade | trave de equilíbrio | 13.475 73.°         | Não avançou         | 73.°            | [ 19 ]        |
| Daiane dos Santos    | exercícios de solo  | 15.275 5.°          | 14.975 6.°          | 6.°             | [ 20 ]        |
| Daniele Hypólito     | exercícios de solo  | 14.250 37.°         | Não avançou         | 37.°            | [ 21 ]        |
| Daniele Hypólito     | barras assimétricas | 14.300 49.°         | Não avançou         | 49.°            | [ 22 ]        |
| Daniele Hypólito     | trave de equilíbrio | 14.000 61.°         | Não avançou         | 61.°            | [ 23 ]        |
| Ethiene Franco       | exercícios de solo  | 14.275 35.°         | Não avançou         | 35.°            | [ 24 ]        |
| Ethiene Franco       | barras assimétricas | 14.100 54.°         | Não avançou         | 54.°            | [ 25 ]        |
| Ethiene Franco       | trave de equilíbrio | 14.400 42.°         | Não avançou         | 42.°            | [ 26 ]        |
| Jade Barbosa         | exercícios de solo  | 14.900 13.°         | Não avançou         | 13.°            | [ 27 ]        |
| Jade Barbosa         | salto sobre a mesa  | 15.050 7.°          | 14.487 7.°          | 7.°             | [ 28 ]        |
| Jade Barbosa         | barras assimétricas | 14.800 21.°         | Não avançou         | 21.°            | [ 29 ]        |
| Jade Barbosa         | trave de equilíbrio | 14.700 32.°         | Não avançou         | 32.°            | [ 30 ]        |
| Laís Souza           | barras assimétricas | 14.775 25.°         | Não avançou         | 25.°            | [ 31 ]        |
| Laís Souza           | trave de equilíbrio | 13.575 71.°         | Não avançou         | 71.°            | [ 32 ]        |

## Nado sincronizado
Feminino
| Aleta                         | Modalidade | Preliminar     | Preliminar   | Preliminar      | Preliminar | Final          | Final        | Final           | Final           | Referência(s) |
| Aleta                         | Modalidade | Rotina técnica | Rotina livre | Resultado total | Colocação  | Rotina técnica | Rotina livre | Resultado total | Colocação final | Referência(s) |
| ----------------------------- | ---------- | -------------- | ------------ | --------------- | ---------- | -------------- | ------------ | --------------- | --------------- | ------------- |
| Lara Teixeira Nayara Figueira | dueto      | 44.334 12.°    | 44.667 =13.° | 89.001          | 13.°       | Não avançou    | Não avançou  | Não avançou     | 13.°            | [ 33 ]        |

## Atletismo
Masculino
Eventos de pista e de estrada
| Atleta | Modalidade            | Eliminatória | Eliminatória | Quartas de final | Quartas de final | Semifinal   | Semifinal   | Final       | Final     | Referência(s) |
| Atleta | Modalidade            | Resultado    | Colocação    | Resultado        | Colocação        | Resultado   | Colocação   | Resultado   | Colocação | Referência(s) |
| --- | --------------------- | ------------ | ------------ | ---------------- | ---------------- | ----------- | ----------- | ----------- | --------- | ------------- |
| José Carlos Codó                                                                                                   | 100 m                 | 10.29        | 3.° Q        | 10.32            | 6.°              | Não avançou | Não avançou | Não avançou | 27.°      | [ 34 ]        |
| Vicente Lenílson                                                                                                   | 100 m                 | 10.26        | 3.° Q        | 10.31            | 7.°              | Não avançou | Não avançou | Não avançou | 34.°      | [ 34 ]        |
| Sandro Viana | 100 m                 | 10.60        | 6.°          | Não avançou      | Não avançou      | Não avançou | Não avançou | Não avançou | 58.°      | [ 34 ]        |
| Sandro Viana | 200 m                 | 20.84        | 4.° q        | 21.07            | 7.°              | Não avançou | Não avançou | Não avançou | 27.°      | [ 35 ]        |
| Bruno Lins | 200 m                 | 21.15        | 5.°          | Não avançou      | Não avançou      | Não avançou | Não avançou | Não avançou | 37.°      | [ 35 ]        |
| Fernando de Almeida                                                                                                | 400 m                 | 46.60        | 5.°          | Não avançou      | Não avançou      | Não avançou | Não avançou | Não avançou | 31.°      | [ 36 ]        |
| Fabiano Peçanha | 800 m                 | 1:46.54      | 4.° q        | _                | _                | 1:47.07     | 8.°         | Não avançou | 23.°      | [ 37 ]        |
| Kléberson Davide                                                                                                   | 800 m                 | 1:48.53      | 5.°          | Não avançou      | Não avançou      | Não avançou | Não avançou | Não avançou | 40.°      | [ 37 ]        |
| Hudson de Souza | 1500 m                | 3:37.06      | 7.°          | Não avançou      | Não avançou      | Não avançou | Não avançou | Não avançou | 27.°      | [ 38 ]        |
| José Teles de Mendonça                                                                                             | maratona              | _            | _            | _                | _                | _           | _           | 2:20.25     | 38.°      | [ 39 ]        |
| Marílson dos Santos                                                                                                | maratona              | _            | _            | _                | _                | _           | _           | NM DNF      | 82.°      | [ 39 ]        |
| Franck Caldeira | maratona              | _            | _            | _                | _                | _           | _           | NM DNF      | 87.°      | [ 39 ]        |
| Anselmo Gomes da Silva                                                                                             | 110 m com barreiras   | 13.81        | 4.° Q        | 13.84            | 7.°              | Não avançou | Não avançou | Não avançou | 28.°      | [ 40 ]        |
| Mahau Suguimati | 400 m com barreiras   | 49.45        | 3.° Q        | 50.16            | 7.°              | Não avançou | Não avançou | Não avançou | 14.°      | [ 41 ]        |
| José Alessandro Bagio                                                                                              | marcha atlética 20 km | _            | _            | _                | _                | _           | _           | 1:21:43     | 14.°      | [ 42 ]        |
| Mário José dos Santos Júnior                                                                                       | marcha atlética 50 km | _            | _            | _                | _                | _           | _           | 4:10:25     | 41.°      | [ 43 ]        |
| Bruno Lins José Carlos Codó Sandro Viana Vicente Lenílson Nilson Andrè (reserva) Rafael da Silva Ribeiro (reserva) | 4×100 m               | 39.01        | 4.° q        | _                | _                | _           | _           | 38.24       | 3.°       | [ 44 ]        |

Eventos de campo
| Atleta               | Modalidade         | Qualificação | Qualificação | Final       | Final     | Referência(s) |
| Atleta               | Modalidade         | Resultado    | Colocação    | Resultado   | Colocação | Referência(s) |
| -------------------- | ------------------ | ------------ | ------------ | ----------- | --------- | ------------- |
| Jessé de Lima        | salto em altura    | 2.29         | =1.° Q       | 2.20        | =10.°     | [ 45 ]        |
| Fábio Gomes da Silva | salto com vara     | 5.45         | =13.°        | Não avançou | =24.°     | [ 46 ]        |
| Duda da Silva        | salto em distância | 7.75         | 14.°         | Não avançou | 25.°      | [ 47 ]        |
| Jadel Gregório       | salto triplo       | 17.15        | 6.° Q        | 17.20       | 6.°       | [ 48 ]        |
| Jefferson Sabino     | salto triplo       | 16.45        | 15.°         | Não avançou | 28.°      | [ 48 ]        |

Eventos combinados
| Atleta        | Modalidade | 100 m rasos         | salto em distância  | arremesso de peso   | salto em altura     | 400 m rasos         | 110 m com barreiras | lançamento de disco | salto com vara      | lançamento de dardo | 1500 m rasos        | Final                      | Referência(s) |
| Atleta        | Modalidade | Resultado Colocação | Resultado Colocação | Resultado Colocação | Resultado Colocação | Resultado Colocação | Resultado Colocação | Resultado Colocação | Resultado Colocação | Resultado Colocação | Resultado Colocação | Pontos Resultado Colocação | Referência(s) |
| ------------- | ---------- | ------------------- | ------------------- | ------------------- | ------------------- | ------------------- | ------------------- | ------------------- | ------------------- | ------------------- | ------------------- | -------------------------- | ------------- |
| Carlos Chinin | decatlo    | 10.99 13.°          | 6.94 =26.°          | NM 36.°             | 1.99 =10.°          | 49.21 12.°          | DNS =30.°           | DNS =29.°           | DNS =28.°           | DNS =26.°           | DNS =26.°           | 3307.00 NM DNF 31.°        | [ 49 ]        |

Feminino
Eventos de pista e de estrada
| Atleta                                                                                      | Modalidade            | Eliminatória | Eliminatória | Quartas de final | Quartas de final | Semifinal   | Semifinal   | Final       | Final     | Referência(s) |
| Atleta                                                                                      | Modalidade            | Resultado    | Colocação    | Resultado        | Colocação        | Resultado   | Colocação   | Resultado   | Colocação | Referência(s) |
| ------------------------------------------------------------------------------------------- | --------------------- | ------------ | ------------ | ---------------- | ---------------- | ----------- | ----------- | ----------- | --------- | ------------- |
| Lucimar de Moura                                                                            | 100 m                 | 11.60        | 4.° q        | 11.67            | 8.°              | Não avançou | Não avançou | Não avançou | 39.°      | [ 50 ]        |
| Evelyn dos Santos                                                                           | 200 m                 | 23.43        | 5.° q        | 23.35            | 6.°              | Não avançou | Não avançou | Não avançou | 21.°      | [ 51 ]        |
| Maria Laura Almirão                                                                         | 400 m                 | 53.26        | 5.°          | Não avançou      | Não avançou      | Não avançou | Não avançou | Não avançou | 31.°      | [ 52 ]        |
| Marily dos Santos                                                                           | maratona              | _            | _            | _                | _                | _           | _           | 2:38:10     | 51.°      | [ 53 ]        |
| Maíla Machado                                                                               | 100 m com barreiras   | 13.45        | 7.°          | Não avançou      | Não avançou      | Não avançou | Não avançou | Não avançou | 32.°      | [ 54 ]        |
| Lucimar Teodoro                                                                             | 400 m com barreiras   | 57.68        | 6.°          | Não avançou      | Não avançou      | Não avançou | Não avançou | Não avançou | 21.°      | [ 55 ]        |
| Zenaide Vieira                                                                              | 3000 m com obstáculos | NM DNF       | =14.°        | Não avançou      | Não avançou      | Não avançou | Não avançou | Não avançou | 50.°      | [ 56 ]        |
| Tânia Spindler                                                                              | marcha atlética 20 km | _            | _            | _                | _                | _           | _           | 1:36:46     | 36.°      | [ 57 ]        |
| Lucimar de Moura Rosângela Santos Rosemar Coelho Thaíssa Presti Ana Cláudia Lemos (reserva) | 4×100 m               | 43.38        | 3.° Q        | _                | _                | _           | _           | 43.14       | 3.°       | [ 58 ]        |
| Emmily Pinheiro Josiane Tito Lucimar Teodoro Maria Laura Almirão Jaílma de Lima (reserva)   | 4×400 m               | 3:30.10      | 6.°          | Não avançou      | Não avançou      | Não avançou | Não avançou | Não avançou | 10.°      | [ 59 ]        |

Eventos de campo
| Atleta             | Modalidade         | Qualificação | Qualificação | Final       | Final     | Referência(s) |
| Atleta             | Modalidade         | Resultado    | Colocação    | Resultado   | Colocação | Referência(s) |
| ------------------ | ------------------ | ------------ | ------------ | ----------- | --------- | ------------- |
| Fabiana Murer      | salto com vara     | 4.50         | =1 q         | 4.45        | =10.°     | [ 60 ]        |
| Maurren Maggi      | salto em distância | 6.79         | 1.° Q        | 7.04        | 1.°       | [ 61 ]        |
| Keila Costa        | salto em distância | 6.62         | 2.° q        | 6.43        | 10.°      | [ 61 ]        |
| Gisele de Oliveira | salto triplo       | 13.81        | 9.°          | Não avançou | 21.°      | [ 62 ]        |
| Elisângela Adriano | arremesso de disco | 58.84        | 10.°         | Não avançou | 18.°      | [ 63 ]        |
| Alessandra Resende | arremesso de dardo | 56.53        | 14.°         | Não avançou | 26.°      | [ 64 ]        |

Eventos combinados
| Atleta             | Modalidade | 100 m com barreiras | salto em altura     | arremesso de peso   | 200 m               | salto em distância  | lançamento de dardo | 800 m               | Final                      | Referência(s) |
| Atleta             | Modalidade | Resultado Colocação | Resultado Colocação | Resultado Colocação | Resultado Colocação | Resultado Colocação | Resultado Colocação | Resultado Colocação | Pontos Resultado Colocação | Referência(s) |
| ------------------ | ---------- | ------------------- | ------------------- | ------------------- | ------------------- | ------------------- | ------------------- | ------------------- | -------------------------- | ------------- |
| Lucimara Silvestre | heptatlo   | 13.55 10.°          | 1.83 =5.°           | 11.59 36.°          | 24.56 15.°          | 6.18 9.°            | 40.34 25.°          | 2:16.20 19.°        | 6076.00 16.°               | [ 65 ]        |

## Basquetebol
Feminino
Primeira fase
Grupo A
| D |  | Coreia do Sul | 68–62 | Brasil |  |  |  |

| D |  | Austrália | 80–65 | Brasil |  |  |  |

| D |  | Letónia | 79–78 | Brasil |  |  |  |

| D |  | Rússia | 74–64 | Brasil |  |  |  |

| V |  | Brasil | 68–53 | Bielorrússia |  |  |  |

Colocação no grupo: 6.° - Não avançou
Tabela - Grupo A
| Equipe        | Jogos | Vitórias | Derrotas | Pontos pró | Pontos contra | Saldo de pontos | Pontuação |
| ------------- | ----- | -------- | -------- | ---------- | ------------- | --------------- | --------- |
| Austrália     | 5     | 5        | 0        | 424        | 319           | +105            | 10        |
| Rússia        | 5     | 4        | 1        | 339        | 333           | +6              | 8         |
| Bielorrússia  | 5     | 2        | 3        | 324        | 332           | -8              | 4         |
| Coreia do Sul | 5     | 2        | 3        | 327        | 360           | -33             | 4         |
| Letónia       | 5     | 1        | 4        | 334        | 387           | -53             | 2         |
| Brasil        | 5     | 1        | 4        | 337        | 354           | -17             | 2         |

|  | Classificados para as quartas de final |

Colocação final: 11.°
Equipe:
Adrianinha Pinto Mafra
Claudinha Neves
Fernanda Beling
Francielle do Nascimento
Grazy Coelho
Karen Rocha
Karla Cristina Costa
Kelly Müller
Mamá Dantas
Micaela Jacintho
Patrícia Chuca
Soeli Êga

Referência(s): 

## Voleibol de praia
Masculino
| Atletas                            | Fase de grupos                                          | Fase de grupos                                                  | Fase de grupos                                           | Fase de grupos | Oitavas de final                                               | Quartas de final                                        | Semifinal                                                    | Disputa do Bronze                                              | Final                                                      | Colocação final | Referência(s) |
| Atletas                            | Primeira rodada                                         | Segunda rodada                                                  | Terceira rodada                                          | Grupo          | Oitavas de final                                               | Quartas de final                                        | Semifinal                                                    | Disputa do Bronze                                              | Final                                                      | Colocação final | Referência(s) |
| Atletas                            | Adversários Resultado                                   | Adversários Resultado                                           | Adversários Resultado                                    | Colocação      | Adversários Resultado                                          | Adversários Resultado                                   | Adversários Resultado                                        | Adversários Resultado                                          | Adversários Resultado                                      | Colocação final | Referência(s) |
| ---------------------------------- | ------------------------------------------------------- | --------------------------------------------------------------- | -------------------------------------------------------- | -------------- | -------------------------------------------------------------- | ------------------------------------------------------- | ------------------------------------------------------------ | -------------------------------------------------------------- | ---------------------------------------------------------- | --------------- | ------------- |
| Fabio Luiz Magalhães Márcio Araújo | ITA Eugenio Amore / Riccardo Lione V 2-0 (21-18•21-18)  | AUT Clemens Doppler / Peter Gartmayer D 1-2 (20-22•21-19•15-11) | RUS Dmitri Barsouk / Igor Kolodinsky V 2-0 (24-22•21-17) | Grupo D 2.° Q  | JPN Katsuhiro Shiratori / Kentaro Asahi V 2-0 (23-21•21-15)    | AUT Alexander Horst / Florian Gosch V 2-0 (22-20•21-17) | BRA Emanuel Rego / Ricardo Santos V 2-0 (22-20•21-18)        | _                                                              | USA Phil Dalhausser / Todd Rogers D 1-2 (21-23•21-17•4-15) | 2.°             | [ 67 ]        |
| Emanuel Rego Ricardo Santos        | ANG Emanuel Fernandes / Morais Abreu V 2-0 (21-8•21-13) | GEO Renato Geor Gomes / Jorge Gia Terceiro V 2-0 (21-19•21-17)  | AUS Andrew Schacht / Joshua Slack V 2-0 (21-14•21-17)    | Grupo C 1.° Q  | RUS Dmitri Barsouk / Igor Kolodinsky V 2-1 (18-21•25-23•15-13) | USA Jake Gibb / Sean Rosenthal V 2-0 (21-18•21-16)      | BRA Fabio Luiz Magalhães / Márcio Araújo D 0-2 (20-22•18-21) | GEO Renato Geor Gomes / Jorge Gia Terceiro V 2-0 (21-15•21-10) | _                                                          | 3.°             | [ 67 ]        |

Feminino
| Atletas                         | Fase de grupos                                                                | Fase de grupos                                                       | Fase de grupos                                                 | Fase de grupos | Oitavas de final                                                  | Quartas de final                                        | Semifinal                                               | Disputa do Bronze                           | Final                 | Colocação final | Referência(s) |
| Atletas                         | Primeira rodada                                                               | Segunda rodada                                                       | Terceira rodada                                                | Grupo          | Oitavas de final                                                  | Quartas de final                                        | Semifinal                                               | Disputa do Bronze                           | Final                 | Colocação final | Referência(s) |
| Atletas                         | Adversários Resultado                                                         | Adversários Resultado                                                | Adversários Resultado                                          | Colocação      | Adversários Resultado                                             | Adversários Resultado                                   | Adversários Resultado                                   | Adversários Resultado                       | Adversários Resultado | Colocação final | Referência(s) |
| ------------------------------- | ----------------------------------------------------------------------------- | -------------------------------------------------------------------- | -------------------------------------------------------------- | -------------- | ----------------------------------------------------------------- | ------------------------------------------------------- | ------------------------------------------------------- | ------------------------------------------- | --------------------- | --------------- | ------------- |
| Renata Ribeiro Talita Antunes   | MEX Bibiana Candelas / Mayra García V 2-1 (18-21•21-16•15-8)                  | AUT Doris Schwaiger / Stefanie Schwaiger V 2-0 (21-18•21-19)         | GRE Vassiliki Arvaniti / Vasso Karadassiou V 2-0 (22-20•21-19) | Grupo F 1.° Q  | NOR Kathrine Maaseide / Susanne Glesnes V 2-1 (12-21•21-19•15-13) | AUS Natalie Cook / Tamsin Barnett V 2-0 (24-22•21-14)   | USA Kerri Walsh / Misty May-Treanor D 0-2 (12-21•14-21) | CHN Xue Chen / Zhang Xi D 0-2 (19-21•17-21) | _                     | 4.°             | [ 68 ]        |
| Ana Paula Henkel Larissa França | GEO Andrezza Rtvelo Martins / Cristine Saka Santanna V 2-1 (23-25•21-17•15-5) | RUS Alexandra Shiryaeva / Natalya Uryadova V 2-1 (19-21•21-12•15-13) | AUS Natalie Cook / Tamsin Barnett D 0-2 (23-21•23-21)          | Grupo C 2.° Q  | GER Okka Rau / Stephanie Pohl V 2-0 (21-18•21-14)                 | USA Kerri Walsh / Misty May-Treanor D 0-2 (18-21•15-21) | Não avançou                                             | Não avançou                                 | Não avançou           | =5.°            | [ 68 ]        |

## Boxe
Masculino
| Atleta                   | Modalidade              | 1ª Rodada                      | 2ª Rodada                | 3ª Rodada            | Quartas de final             | Semifinal            | Final                | Colocação final | Referência(s) |
| Atleta                   | Modalidade              | Adversário Resultado           | Adversário Resultado     | Adversário Resultado | Adversário Resultado         | Adversário Resultado | Adversário Resultado | Colocação final | Referência(s) |
| ------------------------ | ----------------------- | ------------------------------ | ------------------------ | -------------------- | ---------------------------- | -------------------- | -------------------- | --------------- | ------------- |
| Paulo Carvalho           | peso mosca-ligeiro      | MAR Redouane Bouchtouk V 13-7  | GHA Manyo Plange V 21-12 | _                    | CUB Yampier Hernández D 6-21 | Não avançou          | Não avançou          | =5.°            | [ 69 ]        |
| Robenilson de Jesus      | peso mosca              | SRI Anurudha Rathnayake V 13-3 | TJK Anvar Yunusov D 6-12 | Não avançou          | Não avançou                  | Não avançou          | Não avançou          | =9.°            | [ 70 ]        |
| Robson Conceição         | peso pena               | CHN Li Yang D 4-12             | Não avançou              | Não avançou          | Não avançou                  | Não avançou          | Não avançou          | =17.°           | [ 71 ]        |
| Éverton Lopes            | peso leve               | KGZ Asylbek Talasbayev D 7-9   | Não avançou              | Não avançou          | Não avançou                  | Não avançou          | Não avançou          | =17.°           | [ 72 ]        |
| Myke de Carvalho         | peso meio-médio-ligeiro | MRI Richarno Colin D 11-15     | Não avançou              | Não avançou          | Não avançou                  | Não avançou          | Não avançou          | =17.°           | [ 73 ]        |
| Washington Luís da Silva | peso meio-pesado        | HAI Azea Augustama V 6-2       | GHA Bastir Samir V 9-7   | _                    | IRL Kenneth Egan D 0-8       | Não avançou          | Não avançou          | =5.°            | [ 74 ]        |

## Canoagem
Masculino
Velocidade
| Atleta                   | Modalidade | Eliminatórias | Eliminatórias | Repescagem | Repescagem | Semifinal | Semifinal | Final       | Final       | Colocação final | Referência(s) |
| Atleta                   | Modalidade | Resultado     | Colocação     | Resultado  | Colocação  | Resultado | Colocação | Resultado   | Colocação   | Colocação final | Referência(s) |
| ------------------------ | ---------- | ------------- | ------------- | ---------- | ---------- | --------- | --------- | ----------- | ----------- | --------------- | ------------- |
| Nivalter Santos de Jesus | C-1 500 m  | 1:51.363      | 6.° q         | _          | _          | 1:56.139  | 7.°       | Não avançou | Não avançou | 16.°            | [ 75 ]        |
| Nivalter Santos de Jesus | C-1 1000 m | 4:17.407      | 6.° q         | _          | _          | 4:12.556  | 7.°       | Não avançou | Não avançou | 17.°            | [ 76 ]        |

Feminino
Slalom
| Atleta           | Modalidade | Preliminares        | Preliminares        | Preliminares    | Semifinal           | Final               | Final               | Final           | Colocação final | Referência(s) |
| Atleta           | Modalidade | Corrida 1 Colocação | Corrida 2 Colocação | Total Colocação | Resultado Colocação | Corrida 1 Colocação | Corrida 2 Colocação | Total Colocação | Colocação final | Referência(s) |
| ---------------- | ---------- | ------------------- | ------------------- | --------------- | ------------------- | ------------------- | ------------------- | --------------- | --------------- | ------------- |
| Poliana de Paula | K-1        | 113.47 16.°         | 110.72 17.°         | 224.19 14.° Q   | 168.29 14.°         | Não avançou         | Não avançou         | Não avançou     | 14.°            | [ 77 ]        |

## Ciclismo
Masculino
Mountain bike cross-country
| Atleta            | Modalidade         | Resultado | Colocação | Referência(s) |
| ----------------- | ------------------ | --------- | --------- | ------------- |
| Rubinho Valeriano | 35.6 km individual | 2:05:19   | 21.°      | [ 78 ]        |

Estrada
Velocidade
| Atleta             | Modalidade        | Resultado | Colocação | Referência(s) |
| ------------------ | ----------------- | --------- | --------- | ------------- |
| Murilo Fischer     | 245 km individual | 6:26:17   | 19.°      | [ 79 ]        |
| Luciano Pagliarini | 245 km individual | 7:08:27   | 89.°      | [ 79 ]        |

Feminino
Mountain bike cross-country
| Atleta           | Modalidade         | Resultado         | Colocação | Referência(s) |
| ---------------- | ------------------ | ----------------- | --------- | ------------- |
| Jaqueline Mourão | 26.7 km individual | 2:02:25 + 1 volta | 19.°      | [ 80 ]        |

Estrada
Velocidade
| Atleta             | Modalidade        | Resultado | Colocação | Referência(s) |
| ------------------ | ----------------- | --------- | --------- | ------------- |
| Clemilda Fernandes | 126 km individual | 3:41:01   | 51.°      | [ 81 ]        |

## Saltos ornamentais
Masculino
| Atleta        | Modalidade      | Preliminar | Preliminar | Semifinal   | Semifinal   | Semifinal   | Semifinal   | Final       | Final           | Referência(s) |
| Atleta        | Modalidade      | Resultado  | Colocação  | Resultado   | Colocação   | Total       | Colocação   | Resultado   | Colocação final | Referência(s) |
| ------------- | --------------- | ---------- | ---------- | ----------- | ----------- | ----------- | ----------- | ----------- | --------------- | ------------- |
| César Castro  | trampolim 3 m   | 400.60     | 24.°       | Não avançou | Não avançou | Não avançou | Não avançou | Não avançou | 24.°            | [ 82 ]        |
| Hugo Parisi   | plataforma 10 m | 412.95     | 19.°       | Não avançou | Não avançou | Não avançou | Não avançou | Não avançou | 19.°            | [ 83 ]        |
| Cassius Duran | plataforma 10 m | 389.65     | 24.°       | Não avançou | Não avançou | Não avançou | Não avançou | Não avançou | 24.°            | [ 83 ]        |

Feminino
| Atleta         | Modalidade      | Preliminar | Preliminar | Semifinal   | Semifinal   | Semifinal   | Semifinal   | Final       | Final           | Referência(s) |
| Atleta         | Modalidade      | Resultado  | Colocação  | Resultado   | Colocação   | Total       | Colocação   | Resultado   | Colocação final | Referência(s) |
| -------------- | --------------- | ---------- | ---------- | ----------- | ----------- | ----------- | ----------- | ----------- | --------------- | ------------- |
| Juliana Veloso | plataforma 10 m | 283.75     | 23.°       | Não avançou | Não avançou | Não avançou | Não avançou | Não avançou | 23.°            | [ 84 ]        |

## Hipismo
Aberto
Concurso de adestramento
| Atleta                     | Cavalo        | Modalidade              | Grand Prix          | Grand Prix Special  | Grand Prix Freestyle (final) | Colocação final | Referência(s) |
| Atleta                     | Cavalo        | Modalidade              | Resultado Colocação | Resultado Colocação | Resultado Colocação          | Colocação final | Referência(s) |
| -------------------------- | ------------- | ----------------------- | ------------------- | ------------------- | ---------------------------- | --------------- | ------------- |
| Luíza Almeida              | Samba         | adestramento individual | 60.833 39.°         | Não avançou         | Não avançou                  | 39.°            | [ 85 ]        |
| Leandro Aparecido da Silva | Oceano Do Top | adestramento individual | 60.125 42.°         | Não avançou         | Não avançou                  | 42.°            | [ 85 ]        |

Concurso completo de equitação
| Atleta                                                                             | Cavalo                                 | Modalidade           | Adestramento          | Cross-country         | Saltos                | Total                 | Fase 2                | Fase 3                | Colocação final | Referência(s) |
| Atleta                                                                             | Cavalo                                 | Modalidade           | Penalidades Colocação | Penalidades Colocação | Penalidades Colocação | Penalidades Colocação | Penalidades Colocação | Penalidades Colocação | Colocação final | Referência(s) |
| ---------------------------------------------------------------------------------- | -------------------------------------- | -------------------- | --------------------- | --------------------- | --------------------- | --------------------- | --------------------- | --------------------- | --------------- | ------------- |
| Marcelo Tosi                                                                       | Super Rocky                            | equitação individual | 64.80 63.°            | 24.80 27.°            | 4.00 =1.°             | 89.60 28.° Q          | 89.60 37.°            | 89.60 27.°            | 22.°            | [ 86 ]        |
| Jeferson Sgnaolin Moreira                                                          | Escudeiro                              | equitação individual | 55.90 51.°            | 50.80 46.°            | _                     | 110.70 40.°           | Não avançou           | Não avançou           | 39.°            | [ 86 ]        |
| André Ricardo Paro                                                                 | Land Heir                              | equitação individual | 59.60 57.°            | 39.20 41.°            | _                     | 133.80 47.°           | Não avançou           | Não avançou           | 47.°            | [ 86 ]        |
| Saulo Francelino Tristão                                                           | Totsie                                 | equitação individual | 79.60 69.°            | DNF                   | DNF                   | DNF                   | DNF                   | DNF                   | 66.°            | [ 86 ]        |
| André Ricardo Paro Jeferson Sgnaolin Moreira Marcelo Tosi Saulo Francelino Tristão | Land Heir Escudeiro Super Rocky Totsie | equitação equipe     | 180.30 11.°           | 114.80 8.°            | 39.00 10.°            | 334.10 10.°           | 295.10 10.°           | _                     | 10.°            | [ 87 ]        |

Concurso de saltos
| Atleta                                                      | Cavalo                                       | Modalidade        | Classificatória       | Classificatória       | Classificatória       | Classificatória       | Final                 | Final                 | Final                       | Referência(s) |
| Atleta                                                      | Cavalo                                       | Modalidade        | Rodada 1              | Rodada 2              | Rodada 3              | Total                 | Rodada 1              | Rodada 2              | Total                       | Referência(s) |
| Atleta                                                      | Cavalo                                       | Modalidade        | Penalidades Colocação | Penalidades Colocação | Penalidades Colocação | Penalidades Colocação | Penalidades Colocação | Penalidades Colocação | Penalidades Colocação final | Referência(s) |
| ----------------------------------------------------------- | -------------------------------------------- | ----------------- | --------------------- | --------------------- | --------------------- | --------------------- | --------------------- | --------------------- | --------------------------- | ------------- |
| Camila Benedicto                                            | Bonito Z                                     | saltos individual | 5.00 =35.°            | 13.00 40.°            | 9.00 =26.°            | 27.00 =33.° q         | 18.00 =36.° Q         | 8.00 =9.°             | 35.00 =10.°                 | [ 88 ]        |
| Pedro Veniss                                                | Un Blanc de Blancs                           | saltos individual | 0.00 =1.° Q           | DNF                   | DNF                   | Não avançou           | Não avançou           | Não avançou           | DNF 69.°                    | [ 88 ]        |
| Rodrigo Pessoa                                              | Rufus                                        | saltos individual | 1.00 =13.°            | 0.00 =1.°             | 6.00 =20.°            | 7.00 =6.° Q           | 1.00 =3.° Q           | 4.00 =3.00            | 5.00 4.° DQ (*)             | [ 88 ]        |
| Bernardo Alves                                              | Chupa Chup                                   | saltos individual | 0.00 =1.° Q           | 12.00 =34.°           | 8.00 =21.°            | 20.00 =24.° Q         | 12.00 =27.°           | Não avançou           | 12.00 =20.° DQ (*)          | [ 88 ]        |
| Bernardo Alves Camila Benedicto Pedro Veniss Rodrigo Pessoa | Chupa Chup Bonito Z Un Blanc de Blancs Rufus | saltos equipe     | _                     | _                     | _                     | _                     | _                     | _                     | DQ (*)                      | [ 89 ]        |

(*) Com as desclassificações de Noruega, Irlanda e Alemanha por doping de alguns cavalos, Rodrigo Pessoa que no concurso de saltos individual terminou em 4.°, quase herdou um 3.° lugar no pódio do norueguês Tony André Hansen, mas na sequência, o seu cavalo Rufus, também foi flagrado por doping e Rodrigo, assim como seus concorrentes, também foi desqualificado, perdendo a 4.ª posição. O cavalo Chupa Chup de Bernardo Alves também testou positivo no antidoping e o cavaleiro também foi desclassificado. Por esses mesmos motivos, o Brasil também foi desqualificado do concurso por equipes e nem chegou a iniciar as provas. Assim, a melhor colocação brasileira no individual foi o 10.° lugar de Camila Benedicto. Pedro Veniss foi 1.° lugar na primeira rodada classificatória, mas não conseguiu concluir a volta seguinte e foi eliminado.

## Esgrima
Masculino
| Atleta        | Modalidade | Eliminatória 1            | Eliminatória 2             | Oitavas de final     | Quartas de final     | Semifinal            | Final                | Colocação final | Referência(s) |
| Atleta        | Modalidade | Adversário Resultado      | Adversário Resultado       | Adversário Resultado | Adversário Resultado | Adversário Resultado | Adversário Resultado | Colocação final | Referência(s) |
| ------------- | ---------- | ------------------------- | -------------------------- | -------------------- | -------------------- | -------------------- | -------------------- | --------------- | ------------- |
| João Souza    | florete    | JPN Yuki Ota D 4-15       | Não avançou                | Não avançou          | Não avançou          | Não avançou          | Não avançou          | 23.°            | [ 91 ]        |
| Renzo Agresta | sabre      | EGY Mahmoud Samir V 15-10 | ITA Luigi Tarantino D 8-15 | Não avançou          | Não avançou          | Não avançou          | Não avançou          | 32.°            | [ 92 ]        |

## Futebol
Masculino
Primeira fase
Grupo C
| V |  | Brasil | 1–0 | Bélgica |  |  |  |

| V |  | Brasil | 5–0 | Nova Zelândia |  |  |  |

| V |  | Brasil | 3–0 | China |  |  |  |

Colocação no grupo: 1.° Q
Tabela - Grupo C
| Equipe        | Jogos | Vitórias | Empates | Derrotas | Gols pró | Gols contra | Saldo de gols | Pontos |
| ------------- | ----- | -------- | ------- | -------- | -------- | ----------- | ------------- | ------ |
| Brasil        | 3     | 3        | 0       | 0        | 9        | 0           | +9            | 9      |
| Bélgica       | 3     | 2        | 0       | 1        | 3        | 1           | +2            | 6      |
| China         | 3     | 0        | 1       | 2        | 1        | 6           | -5            | 1      |
| Nova Zelândia | 3     | 0        | 1       | 2        | 1        | 7           | -6            | 1      |

|  | Classificados para as quartas de final |

Quartas de final
| V |  | Brasil | 2–0 | Camarões |  |  |  |

Semifinal
| D |  | Argentina | 3–0 | Brasil |  |  |  |

Decisão do 3.° lugar
| V |  | Brasil | 3–0 | Bélgica |  |  |  |

Colocação final: 3.°
Equipe:
Alex Silva
Alexandre Pato
Anderson Abreu
Breno Borges
Diego Alves
Diego Ribas
Hernanes Lima
Ilsinho Dias
Jô de Assis
Lucas Leiva
Marcelo Vieira
Rafael Sóbis
Rafinha Souza
Ramires Nascimento
Renan Soares
Ronaldinho Moreira
Thiago Neves
Thiago Silva

Referência(s): 
Feminino
Primeira fase
Grupo F
| E |  | Brasil | 0–0 | Alemanha |  |  |  |

| V |  | Brasil | 2–1 | Coreia do Norte |  |  |  |

| V |  | Brasil | 3–1 | Nigéria |  |  |  |

Colocação no grupo: 1.° Q
Tabela - Grupo F
| Equipe          | Jogos | Vitórias | Empates | Derrotas | Gols pró | Gols contra | Saldo de gols | Pontos |
| --------------- | ----- | -------- | ------- | -------- | -------- | ----------- | ------------- | ------ |
| Brasil          | 3     | 2        | 1       | 0        | 5        | 2           | +3            | 7      |
| Alemanha        | 3     | 2        | 1       | 0        | 2        | 0           | +2            | 7      |
| Coreia do Norte | 3     | 1        | 0       | 2        | 2        | 3           | -1            | 3      |
| Nigéria         | 3     | 0        | 0       | 3        | 1        | 5           | -4            | 0      |

|  | Classificados para as quartas de final |

Quartas de final
| V |  | Brasil | 2–1 | Noruega |  |  |  |

Semifinal
| V |  | Brasil | 4–1 | Alemanha |  |  |  |

Final
| D |  | Estados Unidos | 0–0 | Brasil | (ET>1-0) |  |  |

Colocação final: 2.°
Equipe:
Andréia Rosa
Andréia Suntaque
Bárbara Barbosa
Cristiane Rozeira
Daniela Alves
Delma Pretinha
Érika Santos
Ester Santos
Fabiana Simões
Francielle Alberto
Marta Vieira
Maurine Gonçalves
Maycon Santos
Miraíldes Formiga
Renata Kóki
Rosana Augusto
Simone Jatobá
Tânia Maranhão

Referência(s): 

## Handebol
Masculino
Primeira fase
Grupo A
| D |  | França | 34–26 | Brasil |  |  |  |

| D |  | Croácia | 34–14 | Brasil |  |  |  |

| D |  | Polónia | 28–25 | Brasil |  |  |  |

| V |  | Brasil | 29–22 | China |  |  |  |

| D |  | Espanha | 36–35 | Brasil |  |  |  |

Colocação no grupo: 5.° - Não avançou
Tabela - Grupo A
| Equipe  | Jogos | Vitórias | Empates | Derrotas | Gols pró | Gols contra | Saldo de gols | Pontos |
| ------- | ----- | -------- | ------- | -------- | -------- | ----------- | ------------- | ------ |
| França  | 5     | 4        | 1       | 0        | 148      | 115         | +33           | 9      |
| Polónia | 5     | 3        | 1       | 1        | 147      | 128         | +19           | 7      |
| Croácia | 5     | 3        | 0       | 2        | 140      | 115         | +25           | 6      |
| Espanha | 5     | 3        | 0       | 2        | 152      | 145         | +7            | 6      |
| Brasil  | 5     | 1        | 0       | 4        | 129      | 153         | -24           | 2      |
| China   | 5     | 0        | 0       | 5        | 104      | 164         | -60           | 0      |

|  | Classificados para as quartas de final |

Colocação final: 11.°
Equipe:
Alê Morelli Vasconcelos
Alê Rodrigues
Bruno Bezerra de Menezes Souza
Bruno Felipe Claudino de Santana
Carlos Luciano Menta Ertel
Felipe Borges
Fernando Zeba
Gui Rosa de Oliveira
Helinho Lisboa Justino
Jardel Pizzinato
Leonardo Bortolini
Maik Ferreira dos Santos
Renato Tupan Ruy
Silvinho Laureano

Referência(s): 
Feminino
Primeira fase
Grupo B
| D |  | Alemanha | 24–22 | Brasil |  |  |  |

| E |  | Brasil | 28–28 | Hungria |  |  |  |

| D |  | Rússia | 28–19 | Brasil |  |  |  |

| V |  | Brasil | 33–32 | Coreia do Sul |  |  |  |

| D |  | Suécia | 25–22 | Brasil |  |  |  |

Colocação no grupo: 5.° - Não avançou
Tabela - Grupo B
| Equipe        | Jogos | Vitórias | Empates | Derrotas | Gols pró | Gols contra | Saldo de gols | Pontos |
| ------------- | ----- | -------- | ------- | -------- | -------- | ----------- | ------------- | ------ |
| Rússia        | 5     | 4        | 1       | 0        | 148      | 125         | +23           | 9      |
| Coreia do Sul | 5     | 3        | 1       | 1        | 155      | 127         | +28           | 7      |
| Hungria       | 5     | 2        | 1       | 2        | 129      | 142         | -13           | 5      |
| Suécia        | 5     | 2        | 0       | 3        | 123      | 137         | -14           | 4      |
| Brasil        | 5     | 1        | 1       | 3        | 124      | 137         | -13           | 3      |
| Alemanha      | 5     | 1        | 0       | 4        | 123      | 134         | -11           | 2      |

|  | Classificados para as quartas de final |

Colocação final: 9.°
Equipe:
Alessandra Medeiros
Alexandra Nascimento
Aline Pará
Aline Silva dos Santos
Ana Paula Belo
Chana Masson
Dani Piedade
Dara Diniz
Daly Mesquita
Darly Zoqbi de Paula
Deonise Fachinello
Duda Amorim
Lucila Vianna da Silva
Vivi Jacques

Referência(s): 

## Judô
Masculino
| Atleta            | Modalidade       | Chave | Rodada 1                               | Rodada 2                   | Rodada 3             | Quartas de final                  | Semifinal                                | Final de chave       | Repescagem                                                     | Disputa de 3.°               | Final                | Colocação final | Referência(s) |
| Atleta            | Modalidade       | Chave | Adversário Resultado                   | Adversário Resultado       | Adversário Resultado | Adversário Resultado              | Adversário Resultado                     | Adversário Resultado | Adversário Resultado                                           | Adversário Resultado         | Adversário Resultado | Colocação final | Referência(s) |
| ----------------- | ---------------- | ----- | -------------------------------------- | -------------------------- | -------------------- | --------------------------------- | ---------------------------------------- | -------------------- | -------------------------------------------------------------- | ---------------------------- | -------------------- | --------------- | ------------- |
| Denílson Lourenço | peso ligeiro     | A     | UKR Maksym Korotun V Ippon             | CZE Pavel Petřikov D Yuko  | Não avançou          | Não avançou                       | Não avançou                              | Não avançou          | Não avançou                                                    | Não avançou                  | Não avançou          | =21.°           | [ 97 ]        |
| João Derly        | peso meio-leve   | A     | Bye                                    | KOR Kim Joo-Jin V Koka     | _                    | POR Pedro Dias D Waza-ari         | Não avançou                              | Não avançou          | Não avançou                                                    | Não avançou                  | Não avançou          | =17.°           | [ 98 ]        |
| Leandro Guilheiro | peso leve        | A     | ARG Mariano Bertolotti V Waza-ari      | _                          | _                    | RSA Marlon August V Ippon         | KOR Wang Ki-Chun D Waza-ari              | _                    | UZB Shokir Muminov V Ippon UKR Hennadiy Bilodid V Ippon        | IRI Ali Maloumat V Ippon     | _                    | =3.°            | [ 99 ]        |
| Tiago Camilo      | peso meio-médio  | A     | Bye                                    | JPN Takashi Ono V Waza-ari | _                    | IRI Hamed Malekmohammadi V Ippon  | GER Ole Bischof D Waza-ari awasete Ippon | _                    | USA Travis Stevens V Koka GBR Euan Burton V Waza-ari           | NED Guillaume Elmont V Ippon | _                    | =3.°            | [ 100 ]       |
| Eduardo Santos    | peso médio       | A     | CHN He Yanzhu V Ippon                  | _                          | _                    | VEN José Gregório Camacho V Ippon | FRA Yves-Matthieu Dafreville D Ippon     | _                    | ITA Roberto Meloni V Ippon SUI Sergei Aschwanden D Yusei-gachi | Não avançou                  | Não avançou          | =7.°            | [ 101 ]       |
| Luciano Corrêa    | peso meio-pesado | A     | NED Henk Grol D Waza-ari awasete Ippon | _                          | _                    | _                                 | _                                        | _                    | ISR Ariel Ze'evi V Yuko POL Przemysław Matyjaszek D Ippon      | Não avançou                  | Não avançou          | =9.°            | [ 102 ]       |
| João Schlittler   | peso pesado      | B     | UKR Yevgen Sotnikov V Yuko             | _                          | _                    | EST Martin Padar V Yuko           | CUB Óscar Brayson D Ippon                | _                    | LIB Rudy Hachache V Ippon FRA Teddy Riner D Ippon              | Não avançou                  | Não avançou          | =7.°            | [ 103 ]       |

Feminino
| Atleta             | Modalidade       | Chave | Rodada 1                     | Rodada 2                       | Rodada 3             | Quartas de final               | Semifinal            | Final de chave       | Repescagem                                                   | Disputa de 3.°              | Final                | Colocação final | Referência(s) |
| Atleta             | Modalidade       | Chave | Adversário Resultado         | Adversário Resultado           | Adversário Resultado | Adversário Resultado           | Adversário Resultado | Adversário Resultado | Adversário Resultado                                         | Adversário Resultado        | Adversário Resultado | Colocação final | Referência(s) |
| ------------------ | ---------------- | ----- | ---------------------------- | ------------------------------ | -------------------- | ------------------------------ | -------------------- | -------------------- | ------------------------------------------------------------ | --------------------------- | -------------------- | --------------- | ------------- |
| Sarah Menezes      | peso ligeiro     | A     | HUN Eva Csernoviczki D Ippon | Não avançou                    | Não avançou          | Não avançou                    | Não avançou          | Não avançou          | Não avançou                                                  | Não avançou                 | Não avançou          | =19.°           | [ 104 ]       |
| Andressa Fernandes | peso meio-leve   | A     | DOM María García D Yuko      | Não avançou                    | Não avançou          | Não avançou                    | Não avançou          | Não avançou          | Não avançou                                                  | Não avançou                 | Não avançou          | =19.°           | [ 105 ]       |
| Ketleyn Quadros    | peso leve        | A     | KOR Gang Sin-Yeong V Yuko    | _                              | _                    | NED Deborah Gravenstijn D Koka | _                    | _                    | ESP Isabel Fernández V Koka JPN Aiko Sato V Ippon            | AUS Maria Pekli V Ippon     | _                    | =3.°            | [ 106 ]       |
| Danielli Yuri      | peso meio-médio  | A     | KOR Gong Ja-Yeong D Ippon    | Não avançou                    | Não avançou          | Não avançou                    | Não avançou          | Não avançou          | Não avançou                                                  | Não avançou                 | Não avançou          | =18.°           | [ 107 ]       |
| Mayra Aguiar       | peso médio       | A     | ESP Leire Iglesias D Yuko    | Não avançou                    | Não avançou          | Não avançou                    | Não avançou          | Não avançou          | Não avançou                                                  | Não avançou                 | Não avançou          | =20.°           | [ 108 ]       |
| Edinanci Silva     | peso meio-pesado | B     | Bye                          | RUS Vera Moskalyuk V 0021-0000 | _                    | ESP Esther San Miguel D Koka   | _                    | _                    | ITA Lucia Morico V Ippon MGL Pürevjargalyn Lkhamdegd V Ippon | KOR Jeong Gyeong-Mi D Ippon | _                    | =5.°            | [ 109 ]       |

## Maratona aquática
Masculino
| Atleta         | Modalidade          | Prova      | Prova     | Referência(s) |
| Atleta         | Modalidade          | Resultado  | Colocação | Referência(s) |
| -------------- | ------------------- | ---------- | --------- | ------------- |
| Allan do Carmo | águas abertas 10 km | 1:52:16.60 | 14.°      | [ 110 ]       |

Feminino
| Atleta            | Modalidade          | Prova      | Prova     | Referência(s) |
| Atleta            | Modalidade          | Resultado  | Colocação | Referência(s) |
| ----------------- | ------------------- | ---------- | --------- | ------------- |
| Ana Marcela Cunha | águas abertas 10 km | 1:59:36.80 | 5.°       | [ 111 ]       |
| Poliana Okimoto   | águas abertas 10 km | 1:59:37.40 | 7.°       | [ 111 ]       |

## Pentatlo moderno
Feminino
| Atleta       | Modalidade | Hipismo concurso de saltos | Esgrima espada 1 toque | Tiro pistola de ar 10 m | Natação 200 m livre | Corrida cross-country 3000 m | Pontos perdidos | Colocação final | Referência(s) |
| Atleta       | Modalidade | Colocação                  | Colocação              | Colocação               | Colocação           | Colocação                    | Pontos perdidos | Colocação final | Referência(s) |
| ------------ | ---------- | -------------------------- | ---------------------- | ----------------------- | ------------------- | ---------------------------- | --------------- | --------------- | ------------- |
| Yane Marques | individual | Cavalo: LiLi 32.°          | =13.°                  | 7.°                     | 5.°                 | 23.°                         | 5332.00         | 17.°            | [ 112 ]       |

## Ginástica rítmica
Feminino
| Atletas | Modalidade | Qualificação | Qualificação  | Qualificação | Qualificação | Final       | Final         | Final       | Final           | Referência(s) |
| Atletas | Modalidade | cordas       | arcos e maças | Total        | Colocação    | fitas       | arcos e bolas | Total       | Colocação final | Referência(s) |
| --- | ---------- | ------------ | ------------- | ------------ | ------------ | ----------- | ------------- | ----------- | --------------- | ------------- |
| Daniela Aleixo Leite Luana Faro Luisa Harumi Matsuo Marcela Menezes Nicole Toledo Muller Tayanne Mantovaneli | grupo      | 14.900 12.°  | 14.225 12.°   | 29.125       | 12.°         | Não avançou | Não avançou   | Não avançou | 12.°            | [ 113 ]       |

## Remo
Masculino
| Atleta                      | Modalidade         | Eliminatórias | Eliminatórias | Repescagem | Repescagem   | Quartas de final | Quartas de final | Semifinal | Semifinal | Final     | Final     | Colocação final | Referência(s) |
| Atleta                      | Modalidade         | Resultado     | Colocação     | Resultado  | Colocação    | Resultado        | Colocação        | Resultado | Colocação | Resultado | Colocação | Colocação final | Referência(s) |
| --------------------------- | ------------------ | ------------- | ------------- | ---------- | ------------ | ---------------- | ---------------- | --------- | --------- | --------- | --------- | --------------- | ------------- |
| Anderson Nocetti            | esquife simples    | 7:35.52       | 2.° Q         | _          | _            | 7:23.68          | 5.° q SF C/D     | 7:18.78   | 3.° q FC  | 7:01.54   | 2.° FC    | 14.°            | [ 114 ]       |
| Thiago Almeida Thiago Gomes | esquife leve duplo | 6:30.78       | 5.° R         | 6:51.99    | 4.° q SF C/D | _                | _                | 6:39.91   | 2.° q FC  | 6:36.24   | 5.° FC    | 17.°            | [ 115 ]       |

Feminino
| Atleta                          | Modalidade         | Eliminatórias | Eliminatórias | Repescagem | Repescagem | Quartas de final | Quartas de final | Semifinal | Semifinal | Final     | Final     | Colocação final | Referência(s) |
| Atleta                          | Modalidade         | Resultado     | Colocação     | Resultado  | Colocação  | Resultado        | Colocação        | Resultado | Colocação | Resultado | Colocação | Colocação final | Referência(s) |
| ------------------------------- | ------------------ | ------------- | ------------- | ---------- | ---------- | ---------------- | ---------------- | --------- | --------- | --------- | --------- | --------------- | ------------- |
| Fabiana Beltrame                | esquife simples    | 8:08.84       | 4.° Q         | _          | _          | 7:52.65          | 5.° q SF C/D     | 8:13.01   | 4.° q FD  | 7:43.04   | 1.° FD    | 19.°            | [ 116 ]       |
| Camila Carvalho Luciana Granato | esquife leve duplo | 7:25.90       | 5.° R         | 7:47.53    | 5.° q FC   | _                | _                | _         | _         | 7:22.40   | 3.° FC    | 15.°            | [ 117 ]       |

## Vela
Masculino
| Atleta                                     | Modalidade             | Regatas             | Regatas             | Regatas             | Regatas             | Regatas             | Regatas             | Regatas             | Regatas             | Regatas             | Regatas                      | Regatas                                     | Colocação final     | Referência(s) |
| Atleta                                     | Modalidade             | 1                   | 2                   | 3                   | 4                   | 5                   | 6                   | 7                   | 8                   | 9                   | 10 (regata da medalha) laser | 11 (regata da medalha) windsurf, 470 e star | Colocação final     | Referência(s) |
| Atleta                                     | Modalidade             | Pontuação Colocação | Pontuação Colocação | Pontuação Colocação | Pontuação Colocação | Pontuação Colocação | Pontuação Colocação | Pontuação Colocação | Pontuação Colocação | Pontuação Colocação | Pontuação Colocação          | Pontuação Colocação                         | Pontuação Colocação | Referência(s) |
| ------------------------------------------ | ---------------------- | ------------------- | ------------------- | ------------------- | ------------------- | ------------------- | ------------------- | ------------------- | ------------------- | ------------------- | ---------------------------- | ------------------------------------------- | ------------------- | ------------- |
| Ricardo Winicki                            | classe windsurf (RS:X) | 12.00 12.°          | 6.00 6.°            | 13.00 13.°          | 7.00 7.°            | 6.00 6.°            | 3.00 3.°            | 6.00 6.°            | 7.00 7.°            | 5.00 5.°            | 33.00 33.°                   | 12.00 6.°                                   | 110.00/77.00 5.°    | [ 118 ]       |
| Bruno Fontes                               | classe laser           | 31.00 31.°          | 17.00 17.°          | 31.00 31.°          | 12.00 12.°          | 12.00 12.°          | 24.00 24.°          | 35.00 35.°          | 22.00 22.°          | 39.00 39.°          | Não avançou                  | _                                           | 223.00/184.00 27.°  | [ 119 ]       |
| Fábio Dutra Pillar e Silva Samuel Albrecht | classe 470             | 9.00 9.°            | 30.00 OCS 29.°      | 10.00 10.°          | 18.00 18.°          | 4.00 4.°            | 30.00 OCS =27.°     | 16.00 16.°          | 10.00 10.°          | 24.00 24.°          | 13.00 13.°                   | Não avançou                                 | 164.00/134 17.°     | [ 120 ]       |
| Bruno Prada Robert Scheidt                 | classe star            | 10.00 10.°          | 11.00 11.°          | 6.00 6.°            | 1.00 1.°            | 9.00 9.°            | 10.00 10.°          | 2.00 2.°            | 3.00 3.°            | 3.00 3.°            | 3.00 3.°                     | 6.00 3.°                                    | 64.00/53.00 2.°     | [ 121 ]       |

Feminino
| Atleta                        | Modalidade             | Regatas             | Regatas             | Regatas             | Regatas             | Regatas             | Regatas             | Regatas             | Regatas             | Regatas             | Regatas             | Regatas                | Colocação final     | Referência(s) |
| Atleta                        | Modalidade             | 1                   | 2                   | 3                   | 4                   | 5                   | 6                   | 7                   | 8                   | 9                   | 10                  | 11 (regata da medalha) | Colocação final     | Referência(s) |
| Atleta                        | Modalidade             | Pontuação Colocação | Pontuação Colocação | Pontuação Colocação | Pontuação Colocação | Pontuação Colocação | Pontuação Colocação | Pontuação Colocação | Pontuação Colocação | Pontuação Colocação | Pontuação Colocação | Pontuação Colocação    | Pontuação Colocação | Referência(s) |
| ----------------------------- | ---------------------- | ------------------- | ------------------- | ------------------- | ------------------- | ------------------- | ------------------- | ------------------- | ------------------- | ------------------- | ------------------- | ---------------------- | ------------------- | ------------- |
| Patrícia Freitas              | classe windsurf (RS:X) | 20.00 20.°          | 13.00 13.°          | 15.00 15.°          | 23.00 23.°          | 6.00 6.°            | 7.00 7.°            | 21.00 21.°          | 17.00 17.°          | 16.00 16.°          | 20.00 20.°          | Não avançou            | 158.00/135.00 18.°  | [ 122 ]       |
| Fernanda Oliveira Isabel Swan | classe 470             | 11.00 11.°          | 16.00 16.°          | 5.00 5.°            | 10.00 10.°          | 7.00 7.°            | 6.00 6.°            | 6.00 6.°            | 2.00 2.°            | 7.00 7.°            | 4.00 4.°            | 2.00 1.°               | 76.00/60.00 3.°     | [ 123 ]       |

Aberto
| Atleta                                     | Modalidade  | Regatas             | Regatas             | Regatas             | Regatas             | Regatas             | Regatas             | Regatas             | Regatas             | Regatas                    | Regatas             | Regatas             | Regatas             | Regatas                     | Colocação final     | Referência(s) |
| Atleta                                     | Modalidade  | 1                   | 2                   | 3                   | 4                   | 5                   | 6                   | 7                   | 8                   | 9 (regata da medalha) finn | 10                  | 11                  | 12                  | 13 (regata da medalha) 49er | Colocação final     | Referência(s) |
| Atleta                                     | Modalidade  | Pontuação Colocação | Pontuação Colocação | Pontuação Colocação | Pontuação Colocação | Pontuação Colocação | Pontuação Colocação | Pontuação Colocação | Pontuação Colocação | Pontuação Colocação        | Pontuação Colocação | Pontuação Colocação | Pontuação Colocação | Pontuação Colocação         | Pontuação Colocação | Referência(s) |
| ------------------------------------------ | ----------- | ------------------- | ------------------- | ------------------- | ------------------- | ------------------- | ------------------- | ------------------- | ------------------- | -------------------------- | ------------------- | ------------------- | ------------------- | --------------------------- | ------------------- | ------------- |
| Eduardo Couto                              | classe finn | 6.00 6.°            | 16.00 16.°          | 27.00 DNF 26.°      | 7.00 7.°            | 2.00 2.°            | 17.00 17.°          | 14.00 14.°          | 27.00 OCS =25.°     | Não avançou                | _                   | _                   | _                   | _                           | 116.00/89.00 13.°   | [ 124 ]       |
| André Otto da Fonseca Rodrigo Linck Duarte | classe 49er | 10.00 10.°          | 11.00 11.°          | 5.00 5.°            | 1.00 1.°            | 9.00 9.°            | 4.00 4.°            | 12.00 12.°          | 5.00 5.°            | 11.00 11.°                 | 1.00 1.°            | 9.00 9.°            | 13.00 13.°          | 16.00 8.°                   | 112.00/99.00 7.°    | [ 125 ]       |

## Tiro esportivo
Masculino
| Atleta          | Modalidade          | Classificatória | Classificatória | Final       | Final     | Referência(s) |
| Atleta          | Modalidade          | Resultado       | Colocação       | Resultado   | Colocação | Referência(s) |
| --------------- | ------------------- | --------------- | --------------- | ----------- | --------- | ------------- |
| Júlio Almeida   | pistola de ar 10 m  | 580.00          | 12.°            | Não avançou | 12.°      | [ 126 ]       |
| Júlio Almeida   | pistola rápida 25 m | 568.00          | 11.°            | Não avançou | 11.°      | [ 127 ]       |
| Júlio Almeida   | pistola livre 50 m  | 554.00          | 17.°            | Não avançou | 17.°      | [ 128 ]       |
| Stênio Yamamoto | pistola de ar 10 m  | 568.00          | 42.°            | Não avançou | 42.°      | [ 129 ]       |
| Stênio Yamamoto | pistola livre 50 m  | 538.00          | 43.°            | Não avançou | 43.°      | [ 130 ]       |

## Natação
Masculino
| Atleta                                                                   | Modalidade      | Eliminatória | Eliminatória | Semifinal   | Semifinal   | Final       | Final     | Referência(s) |
| Atleta                                                                   | Modalidade      | Resultado    | Colocação    | Resultado   | Colocação   | Resultado   | Colocação | Referência(s) |
| ------------------------------------------------------------------------ | --------------- | ------------ | ------------ | ----------- | ----------- | ----------- | --------- | ------------- |
| Nicholas Santos                                                          | 50 m livre      | 22.00        | 4.° Q        | 22.15       | 8.°         | Não avançou | 16.°      | [ 131 ]       |
| César Cielo                                                              | 50 m livre      | 21.47        | 1.° Q        | 21.34 RO    | 1.° Q       | 21.30 RO    | 1.°       | [ 131 ]       |
| César Cielo                                                              | 100 m livre     | 48.16        | 4.° Q        | 48.07       | 5.° Q       | 47.67       | =3.°      | [ 132 ]       |
| Rodrigo Castro                                                           | 200 m livre     | 1:47.87      | 7.° Q        | 1:48.71     | 8.°         | Não avançou | 16.°      | [ 133 ]       |
| Guilherme Guido                                                          | 100 m costas    | 54.89        | =6.°         | Não avançou | Não avançou | Não avançou | =20.°     | [ 134 ]       |
| Lucas Salatta                                                            | 200 m costas    | 1:59.91      | 6.°          | Não avançou | Não avançou | Não avançou | 23.°      | [ 135 ]       |
| Felipe França Silva                                                      | 100 m peito     | 1:01.04      | 6.°          | Não avançou | Não avançou | Não avançou | 22.°      | [ 136 ]       |
| Henrique Barbosa                                                         | 100 m peito     | 1:01.11      | 7.°          | Não avançou | Não avançou | Não avançou | 23.°      | [ 136 ]       |
| Henrique Barbosa                                                         | 200 m peito     | 2:12.99      | 7.°          | Não avançou | Não avançou | Não avançou | 30.°      | [ 137 ]       |
| Gabriel Mangabeira                                                       | 100 m borboleta | 52.28        | 5.°          | Não avançou | Não avançou | Não avançou | 23.°      | [ 138 ]       |
| Kaio Márcio Almeida                                                      | 100 m borboleta | 52.05        | 5.° Q        | 52.32       | 8.°         | Não avançou | 15.°      | [ 138 ]       |
| Kaio Márcio Almeida                                                      | 200 m borboleta | 1:54.65      | 2.° Q        | 1:55.21     | 3.° Q       | 1:54.71     | 7.°       | [ 139 ]       |
| Thiago Pereira                                                           | 200 m peito     | 2:11.40      | 1.°          | Não avançou | Não avançou | Não avançou | 19.°      | [ 140 ]       |
| Thiago Pereira                                                           | 200 m medley    | 1:58.41      | 2.° Q        | 1:58.06     | 2.° Q       | 1:58.14     | 4.°       | [ 141 ]       |
| Thiago Pereira                                                           | 400 m medley    | 4:11.74      | 3.° Q        | _           | _           | 4:15.40     | 8.°       | [ 142 ]       |
| César Cielo Fernando Silva Nicolas Oliveira Rodrigo Castro               | 4×100 m livre   | DSQ          | 8.°          | Não avançou | Não avançou | Não avançou | 16.°      | [ 143 ]       |
| Lucas Salatta Nicolas Oliveira Phillip Morrison Rodrigo Castro           | 4×200 m livre   | 7:19.54      | 8.°          | Não avançou | Não avançou | Não avançou | 16.°      | [ 144 ]       |
| Felipe França Silva Guilherme Guido Kaio Márcio Almeida Nicolas Oliveira | 4×100 m medley  | 3:38.66      | 6.°          | Não avançou | Não avançou | Não avançou | 14.°      | [ 145 ]       |

Feminino
| Atleta                                                             | Modalidade      | Eliminatória | Eliminatória | Semifinal   | Semifinal   | Final       | Final     | Referência(s) |
| Atleta                                                             | Modalidade      | Resultado    | Colocação    | Resultado   | Colocação   | Resultado   | Colocação | Referência(s) |
| ------------------------------------------------------------------ | --------------- | ------------ | ------------ | ----------- | ----------- | ----------- | --------- | ------------- |
| Flávia Delaroli                                                    | 50 m livre      | 25.34        | =5.°         | Não avançou | Não avançou | Não avançou | =22.°     | [ 146 ]       |
| Tatiana Barbosa                                                    | 100 m livre     | 55.01        | 7.°          | Não avançou | Não avançou | Não avançou | 19.°      | [ 147 ]       |
| Monique Ferreira                                                   | 200 m livre     | 2:00.64      | 4.°          | Não avançou | Não avançou | Não avançou | =28.°     | [ 148 ]       |
| Monique Ferreira                                                   | 400 m livre     | 4:12.21      | 2.°          | Não avançou | Não avançou | Não avançou | 21.°      | [ 149 ]       |
| Fabíola Molina                                                     | 100 m costas    | 1:01.00      | 5.°          | Não avançou | Não avançou | Não avançou | 18.°      | [ 150 ]       |
| Tatiane Sakemi                                                     | 100 m peito     | 1:11.75      | 5.°          | Não avançou | Não avançou | Não avançou | 39.°      | [ 151 ]       |
| Tatiane Sakemi                                                     | 200 m peito     | 2:39.13      | 3.°          | Não avançou | Não avançou | Não avançou | 40.°      | [ 152 ]       |
| Gabriella Silva                                                    | 100 m borboleta | 58.00        | 2.° Q        | 58.39       | 4.° Q       | 58.10       | 7.°       | [ 153 ]       |
| Daynara de Paula                                                   | 100 m borboleta | 59.45        | 8.°          | Não avançou | Não avançou | Não avançou | 34.°      | [ 153 ]       |
| Joanna Maranhão                                                    | 200 m borboleta | 2:10.64      | 7.°          | Não avançou | Não avançou | Não avançou | 22.°      | [ 154 ]       |
| Joanna Maranhão                                                    | 200 m medley    | 2:14.97      | 1.°          | Não avançou | Não avançou | Não avançou | 22.°      | [ 155 ]       |
| Joanna Maranhão                                                    | 400 m medley    | 4:40.18      | 1.°          | Não avançou | Não avançou | Não avançou | 17.°      | [ 156 ]       |
| Flávia Delaroli Michelle Lenhardt Monique Ferreira Tatiana Barbosa | 4×100 m livre   | 3:42.85      | 8.°          | Não avançou | Não avançou | Não avançou | 13.°      | [ 157 ]       |
| Fabíola Molina Gabriella Silva Tatiana Barbosa Tatiane Sakemi      | 4×100 m medley  | 4:02.61      | 5.°          | Não avançou | Não avançou | Não avançou | 10.°      | [ 158 ]       |

## Tênis de mesa
Masculino
| Atleta                                     | Modalidade | Preliminar                     | Rodada 1                    | Rodada 2                  | Rodada 3             | Décimas sextas de final | Oitavas de final     | Quartas de final     | Semifinal            | Final                | Final           | Referência(s) |
| Atleta                                     | Modalidade | Adversário Resultado           | Adversário Resultado        | Adversário Resultado      | Adversário Resultado | Adversário Resultado    | Adversário Resultado | Adversário Resultado | Adversário Resultado | Adversário Resultado | Colocação final | Referência(s) |
| ------------------------------------------ | ---------- | ------------------------------ | --------------------------- | ------------------------- | -------------------- | ----------------------- | -------------------- | -------------------- | -------------------- | -------------------- | --------------- | ------------- |
| Gustavo Tsuboi                             | simples    | CAN Pradeeban Peter-Paul V 4-3 | GRE Panagiotis Gionis D 0-4 | Não avançou               | Não avançou          | Não avançou             | Não avançou          | Não avançou          | Não avançou          | Não avançou          | =49.°           | [ 159 ]       |
| Thiago Monteiro                            | simples    | _                              | PRK Kim Hyok-Bong D 1-4     | Não avançou               | Não avançou          | Não avançou             | Não avançou          | Não avançou          | Não avançou          | Não avançou          | =49.°           | [ 159 ]       |
| Gustavo Tsuboi Hugo Hoyama Thiago Monteiro | equipe     | _                              | GC KOR Coreia do Sul D 1-3  | GC TPE Taipé Chinês D 1-3 | GC SWE Suécia D 0-3  | Não avançou             | Não avançou          | Não avançou          | Não avançou          | Não avançou          | =9.°            | [ 160 ]       |

Feminino
| Atleta         | Modalidade | Preliminar                  | Rodada 1             | Rodada 2             | Rodada 3             | Décimas sextas de final | Oitavas de final     | Quartas de final     | Semifinal            | Final                | Final           | Referência(s) |
| Atleta         | Modalidade | Adversário Resultado        | Adversário Resultado | Adversário Resultado | Adversário Resultado | Adversário Resultado    | Adversário Resultado | Adversário Resultado | Adversário Resultado | Adversário Resultado | Colocação final | Referência(s) |
| -------------- | ---------- | --------------------------- | -------------------- | -------------------- | -------------------- | ----------------------- | -------------------- | -------------------- | -------------------- | -------------------- | --------------- | ------------- |
| Mariany Nonaka | simples    | LTU Rūta Paškauskienė D 0-4 | Não avançou          | Não avançou          | Não avançou          | Não avançou             | Não avançou          | Não avançou          | Não avançou          | Não avançou          | =64             | [ 161 ]       |

## Taekwondo
Masculino
| Atleta                    | Modalidade | Rodada 1                | Quartas de final             | Semifinal            | Repescagem 1         | Repescagem 2         | Disputa de 3.°       | Final                | Colocação final | Referência(s) |
| Atleta                    | Modalidade | Adversário Resultado    | Adversário Resultado         | Adversário Resultado | Adversário Resultado | Adversário Resultado | Adversário Resultado | Adversário Resultado | Colocação final | Referência(s) |
| ------------------------- | ---------- | ----------------------- | ---------------------------- | -------------------- | -------------------- | -------------------- | -------------------- | -------------------- | --------------- | ------------- |
| Márcio Wenceslau Ferreira | peso mosca | IRI Reza Naderian V 2-1 | ESP Juan Antonio Ramos D 2-3 | Não avançou          | Não avançou          | Não avançou          | Não avançou          | Não avançou          | =9.°            | [ 162 ]       |

Feminino
| Atleta            | Modalidade  | Rodada 1                       | Quartas de final         | Semifinal               | Repescagem 1         | Repescagem 2         | Disputa de 3.°                | Final                | Colocação final | Referência(s) |
| Atleta            | Modalidade  | Adversário Resultado           | Adversário Resultado     | Adversário Resultado    | Adversário Resultado | Adversário Resultado | Adversário Resultado          | Adversário Resultado | Colocação final | Referência(s) |
| ----------------- | ----------- | ------------------------------ | ------------------------ | ----------------------- | -------------------- | -------------------- | ----------------------------- | -------------------- | --------------- | ------------- |
| Débora Nunes      | peso leve   | NIG Lailatou Amadou Lele V W-O | CRO Martina Zubčić D 2-3 | Não avançou             | Não avançou          | Não avançou          | Não avançou                   | Não avançou          | =9.°            | [ 163 ]       |
| Natália Falavigna | peso pesado | GRE Kyriaki Kouvari V 3-1      | AUS Carmen Marton V 5-2  | NOR Nina Solheim D 2-2+ | Bye                  | _                    | SWE Karolina Kedzierska V 5-2 | _                    | =3.°            | [ 164 ]       |

## Tênis
Masculino
| Atleta                | Modalidade | Trigésimas segundas de final             | Décimas sextas de final                                | Oitavas de final                                   | Quartas de final     | Semifinal            | Decisão do bronze    | Final                | Colocação | Referência(s) |
| Atleta                | Modalidade | Adversário Resultado                     | Adversário Resultado                                   | Adversário Resultado                               | Adversário Resultado | Adversário Resultado | Adversário Resultado | Adversário Resultado | Colocação | Referência(s) |
| --------------------- | ---------- | ---------------------------------------- | ------------------------------------------------------ | -------------------------------------------------- | -------------------- | -------------------- | -------------------- | -------------------- | --------- | ------------- |
| Thomaz Bellucci       | simples    | SVK Dominik Hrbatý D 1-2 (6-2•4-6•2-6)   | Não avançou                                            | Não avançou                                        | Não avançou          | Não avançou          | Não avançou          | Não avançou          | =33.°     | [ 165 ]       |
| Marcos Daniel         | simples    | AUT Jürgen Melzer D 1-2 (711-69•1-6•6-8) | Não avançou                                            | Não avançou                                        | Não avançou          | Não avançou          | Não avançou          | Não avançou          | =33.°     | [ 165 ]       |
| André Sá Marcelo Melo | duplas     | _                                        | CZE Radek Štěpánek / Tomáš Berdych V 2-1 (5-7•6-2•8-6) | IND Leander Paes / Mahesh Bhupathi D 0-2 (4-6•2-6) | Não avançou          | Não avançou          | Não avançou          | Não avançou          | =9.°      | [ 166 ]       |

## Triatlo
Masculino
| Atleta           | Modalidade         | Natação 1500 m | Transição ciclismo | Ciclismo 40 km | Transição corrida | Corrida 10 km | Colocação final | Referência(s) |
| ---------------- | ------------------ | -------------- | ------------------ | -------------- | ----------------- | ------------- | --------------- | ------------- |
| Juraci Moreira   | distância Olímpica | 18:24 34.°     | 0:29 =34.°         | 58:50 15.°     | 0:30 =32.°        | 33:22 25.°    | 1:51:35.57 26.° | [ 167 ]       |
| Reinaldo Colucci | distância Olímpica | 18:52 46.°     | 0:27 =13.°         | 58:28 9.°      | 0:30 =32.°        | 34:56 37.°    | 1:53:13.94 37   | [ 167 ]       |

Feminino
| Atleta        | Modalidade         | Natação 1500 m | Transição ciclismo | Ciclismo 40 km | Transição corrida | Corrida 10 km | Colocação final | Referência(s) |
| ------------- | ------------------ | -------------- | ------------------ | -------------- | ----------------- | ------------- | --------------- | ------------- |
| Mariana Ohata | distância Olímpica | 20:02 27.°     | 0:30 =24.°         | 1:06:24 37.°   | 0:32 =16.°        | 39:43 38.°    | 2:07:11.92 39.° | [ 168 ]       |

## Voleibol
Masculino
Primeira fase
Grupo B
| V |  | Brasil | 3–0 | Egito | (25-19•25-15•25-18) |  |  |

| V |  | Brasil | 3–1 | Sérvia | (25-27•25-20•25-17•25-21) |  |  |

| D |  | Rússia | 3–1 | Brasil | (22-25•26-24•31-29•25-19) |  |  |

| V |  | Brasil | 3–0 | Polónia | (30-28•25-19•25-19) |  |  |

| V |  | Brasil | 3–0 | Alemanha | (25-22•25-21•25-23) |  |  |

Colocação no grupo: 1.° Q
Tabela - Grupo B
| Equipe   | Jogos | Vitórias | Derrotas | Sets pró | Sets contra | Saldo de sets | Pontos |
| -------- | ----- | -------- | -------- | -------- | ----------- | ------------- | ------ |
| Brasil   | 5     | 4        | 1        | 13       | 4           | +9            | 8      |
| Rússia   | 5     | 4        | 1        | 14       | 7           | +7            | 8      |
| Polónia  | 5     | 4        | 1        | 12       | 6           | +6            | 8      |
| Sérvia   | 5     | 2        | 3        | 9        | 10          | -1            | 4      |
| Alemanha | 5     | 1        | 4        | 6        | 12          | -6            | 2      |
| Egito    | 5     | 0        | 5        | 0        | 15          | -15           | 0      |

|  | Classificados para as quartas de final |

Quartas de final
| V |  | Brasil | 3–0 | China | (25-17•25-15•25-16) |  |  |

Semifinal
| V |  | Brasil | 3–1 | Itália | (19-25•25-18•25-21•25-22) |  |  |

Final
| D |  | Estados Unidos | 3–1 | Brasil | (20-25•25-22•25-21•25-23) |  |  |

Colocação final: 2.°
Equipe:
Anderson Rodrigues
André Heller
André Nascimento
Bruno Rezende
Dante Amaral
Giba Godoy
Gustavo Endres
Marcelinho Elgarten
Murilo Endres
Rodrigão Santana
Samuel Fuchs
Sérgio Dutra

Referência(s): 
Feminino
Primeira fase
Grupo B
| V |  | Brasil | 3–0 | Argélia | (25-11•25-11•25-10) |  |  |

| V |  | Brasil | 3–0 | Rússia | (25-14•29-14•25-16) |  |  |

| V |  | Brasil | 3–0 | Sérvia | (25-15•25-13•25-23) |  |  |

| V |  | Brasil | 3–0 | Cazaquistão | (25-13•25-6•27-25) |  |  |

| V |  | Brasil | 3–0 | Itália | (25-16•25-22•25-17) |  |  |

Colocação no grupo: 1.° Q
Tabela - Grupo B
| Equipe      | Jogos | Vitórias | Derrotas | Sets pró | Sets contra | Saldo de sets | Pontos |
| ----------- | ----- | -------- | -------- | -------- | ----------- | ------------- | ------ |
| Brasil      | 5     | 5        | 0        | 15       | 0           | +15           | 10     |
| Itália      | 5     | 4        | 1        | 12       | 4           | +8            | 8      |
| Rússia      | 5     | 3        | 2        | 10       | 6           | +4            | 6      |
| Sérvia      | 5     | 2        | 3        | 6        | 10          | -4            | 4      |
| Cazaquistão | 5     | 1        | 4        | 4        | 13          | -9            | 2      |
| Argélia     | 5     | 0        | 5        | 1        | 15          | -14           | 0      |

|  | Classificados para as quartas de final |

Quartas de final
| V |  | Brasil | 3–0 | Japão | (25-12•25-20•25-16) |  |  |

Semifinal
| V |  | Brasil | 3–0 | China | (27-25•25-22•25-14) |  |  |

Final
| V |  | Brasil | 3–1 | Estados Unidos | (25-15•18-25•25-13•25-21) |  |  |

Colocação final: 1.°
Equipe:
Carol Albuquerque
Fabi Alvim
Fabiana Claudino
Hélia Fofão
Jaqueline Carvalho
Mari Steinbrecher
Paula Pequeno
Sassá Gonzaga
Sheilla Castro
Thaísa Daher
Valeskinha Menezes
Walewska Oliveira

Referência(s): 

## Levantamento de peso
Masculino
| Atleta                 | Modalidade            | Arranco   | Arranco   | Arremesso | Arremesso | Total  | Colocação final | Referência(s) |
| Atleta                 | Modalidade            | Resultado | Colocação | Resultado | Colocação | Total  | Colocação final | Referência(s) |
| ---------------------- | --------------------- | --------- | --------- | --------- | --------- | ------ | --------------- | ------------- |
| Welisson Rosa da Silva | peso leve (até 69 kg) | 135.00    | =13.°     | 155.00    | 18.°      | 290.00 | 16.°            | [ 171 ]       |

## Luta Olímpica
Feminino
Luta Livre
| Atleta              | Modalidade              | Oitavas de final Adversário Resultado | Quartas de final Adversário Resultado | Semifinal Adversário Resultado | Disputa do bronze Adversário Resultado | Final Adversário Resultado | Colocação | Referência(s) |
| ------------------- | ----------------------- | ------------------------------------- | ------------------------------------- | ------------------------------ | -------------------------------------- | -------------------------- | --------- | ------------- |
| Rosângela Conceição | peso pesado (até 72 kg) | KAZ Olga Zhanibekova V 3-1            | JPN Kyoko Hamaguchi D 0-5             | Não avançou                    | Não avançou                            | Não avançou                | 8.°       | [ 172 ]       |

## Kung Fu- torneio afiliado
Chamado simplesmente de "torneio afiliado", a inclusão na programação Olímpica do torneio de artes marciais Wushu, também chamado no ocidente de Kung Fu foi solicitada pela comissão chinesa ao Comitê Olímpico Internacional, porém o COI cancelou a inclusão de esportes de demonstração ou exibição depois da Barcelona 1992, mas abriu uma exceção para que o wushu fosse disputado com sua anuência, com certas condições: Os lutadores tiveram à sua disposição toda a infra-estrutura dos Jogos; puderam residir na Vila Olímpica, usar transporte oficial e credenciais e suas lutas foram noticiadas nos informativos oficiais, inclusive com transmissão ao vivo apenas pela TV chinesa; suas disputas aconteceram no mesmo ginásio que foi palco do torneio de handebol, assim toda a decoração com as inscrições "Beijing 2008", centenas de voluntários e todas as instalações "de nível Olímpico" estiveram à disposição dos envolvidos. Porém as medalhas distribuídas não foram com o modelo oficial dos Jogos e os atletas não puderam participar das Cerimônias de Abertura e Encerramento e não poderia haver nenhuma alusão aos termos "esporte de demonstração" ou "esporte de exibição" em lugar nenhum. Três brasileiros estiveram na disputa e um deles foi medalhista.
Masculino
| Atleta                      | Modalidade          | Fase 1                                             | Fase 2                                         | Fase 3               | Colocação | Referência(s) |
| --------------------------- | ------------------- | -------------------------------------------------- | ---------------------------------------------- | -------------------- | --------- | ------------- |
| Adriano Lourenço da Silva   | nanquan & nangun    | nanquan = 8.31 pontos                              | nangun = 9.40 pontos                           | total = 17.71 pontos | 9.°       | [ 174 ]       |
| Emerson Nogueira de Almeida | sanshou (até 85 kg) | quartas de final adversário: ROU Eugen Preda V 2-1 | semifinal adversário: IRI Hossein Ojaghi D 0-2 | final Não avançou    | =3.°      | [ 175 ]       |

Feminino
| Atleta        | Modalidade          | Fase 1                                                   | Fase 2                | Fase 3            | Colocação | Referência(s) |
| ------------- | ------------------- | -------------------------------------------------------- | --------------------- | ----------------- | --------- | ------------- |
| Ariana Ortega | sanshou (até 52 kg) | quartas de final adversário: IRI Farzaneh Dehghani D 0-2 | semifinal Não avançou | final Não avançou | =5.°      | [ 176 ]       |

## Multimedalhistas
Nesta seção listam-se os atletas brasileiros detentores de pelo menos 2 pódios Olímpicos, desde as edições pregressas, até essa edição. A ordem de classificação se segue pelos seguintes critérios:
1. Maior número de medalhas de ouro;
2. Maior número de medalhas de prata;
3. Maior número de medalhas de bronze;
4. Conquista mais antiga;
5. Esporte ou modalidade mais antiga no programa Olímpico;
6. Ordem alfabética.

| Posição | Atleta                      | Esporte        | Ouro | Prata | Bronze | Jogos            | Medalha de ouro | Medalha de prata | Medalha de bronze | Total de medalhas |
| ------- | --------------------------- | -------------- | ---- | ----- | ------ | ---------------- | --------------- | ---------------- | ----------------- | ----------------- |
| 1.°     | Robert Scheidt              | Vela           | 2    | 2     | 0      | Atlanta 1996     | 1               | 0                | 0                 | 4                 |
| 1.°     | Robert Scheidt              | Vela           | 2    | 2     | 0      | Sydney 2000      | 0               | 1                | 0                 | 4                 |
| 1.°     | Robert Scheidt              | Vela           | 2    | 2     | 0      | Atenas 2004      | 1               | 0                | 0                 | 4                 |
| 1.°     | Robert Scheidt              | Vela           | 2    | 2     | 0      | Pequim 2008      | 0               | 1                | 0                 | 4                 |
| 2.°     | Torben Grael                | Vela           | 2    | 1     | 2      | Los Angeles 1984 | 0               | 1                | 0                 | 5                 |
| 2.°     | Torben Grael                | Vela           | 2    | 1     | 2      | Seul 1988        | 0               | 0                | 1                 | 5                 |
| 2.°     | Torben Grael                | Vela           | 2    | 1     | 2      | Barcelona 1992   | 1               | 0                | 0                 | 5                 |
| 2.°     | Torben Grael                | Vela           | 2    | 1     | 2      | Sydney 2000      | 0               | 0                | 1                 | 5                 |
| 2.°     | Torben Grael                | Vela           | 2    | 1     | 2      | Atenas 2004      | 1               | 0                | 0                 | 5                 |
| 3.°     | Marcelo Ferreira            | Vela           | 2    | 0     | 1      | Atlanta 1996     | 1               | 0                | 0                 | 3                 |
| 3.°     | Marcelo Ferreira            | Vela           | 2    | 0     | 1      | Sydney 2000      | 0               | 0                | 1                 | 3                 |
| 3.°     | Marcelo Ferreira            | Vela           | 2    | 0     | 1      | Atenas 2004      | 1               | 0                | 0                 | 3                 |
| 4.°     | Adhemar Ferreira da Silva   | Atletismo      | 2    | 0     | 0      | Helsinque 1952   | 1               | 0                | 0                 | 2                 |
| 4.°     | Adhemar Ferreira da Silva   | Atletismo      | 2    | 0     | 0      | Melbourne 1956   | 1               | 0                | 0                 | 2                 |
| 5.°     | Giovane Gávio               | Vôlei          | 2    | 0     | 0      | Barcelona 1992   | 1               | 0                | 0                 | 2                 |
| 5.°     | Giovane Gávio               | Vôlei          | 2    | 0     | 0      | Atenas 2004      | 1               | 0                | 0                 | 2                 |
| 6.°     | Maurício Lima               | Vôlei          | 2    | 0     | 0      | Barcelona 1992   | 1               | 0                | 0                 | 2                 |
| 6.°     | Maurício Lima               | Vôlei          | 2    | 0     | 0      | Atenas 2004      | 1               | 0                | 0                 | 2                 |
| 7.°     | Ricardo Santos              | Vôlei de praia | 1    | 1     | 1      | Sydney 2000      | 0               | 1                | 0                 | 3                 |
| 7.°     | Ricardo Santos              | Vôlei de praia | 1    | 1     | 1      | Atenas 2004      | 1               | 0                | 0                 | 3                 |
| 7.°     | Ricardo Santos              | Vôlei de praia | 1    | 1     | 1      | Pequim 2008      | 0               | 0                | 1                 | 3                 |
| 8.°     | Joaquim Cruz                | Atletismo      | 1    | 1     | 0      | Los Angeles 1984 | 1               | 0                | 0                 | 2                 |
| 8.°     | Joaquim Cruz                | Atletismo      | 1    | 1     | 0      | Seul 1988        | 0               | 1                | 0                 | 2                 |
| 9.°     | Amauri Ribeiro              | Vôlei          | 1    | 1     | 0      | Los Angeles 1984 | 0               | 1                | 0                 | 2                 |
| 9.°     | Amauri Ribeiro              | Vôlei          | 1    | 1     | 0      | Atlanta 1996     | 1               | 0                | 0                 | 2                 |
| 10.°    | Anderson Rodrigues          | Vôlei          | 1    | 1     | 0      | Atenas 2004      | 1               | 0                | 0                 | 2                 |
| 10.°    | Anderson Rodrigues          | Vôlei          | 1    | 1     | 0      | Pequim 2008      | 0               | 1                | 0                 | 2                 |
| 11.°    | André Heller                | Vôlei          | 1    | 1     | 0      | Atenas 2004      | 1               | 0                | 0                 | 2                 |
| 11.°    | André Heller                | Vôlei          | 1    | 1     | 0      | Pequim 2008      | 0               | 1                | 0                 | 2                 |
| 12.°    | André Nascimento            | Vôlei          | 1    | 1     | 0      | Atenas 2004      | 1               | 0                | 0                 | 2                 |
| 12.°    | André Nascimento            | Vôlei          | 1    | 1     | 0      | Pequim 2008      | 0               | 1                | 0                 | 2                 |
| 13.°    | Dante Amaral                | Vôlei          | 1    | 1     | 0      | Atenas 2004      | 1               | 0                | 0                 | 2                 |
| 13.°    | Dante Amaral                | Vôlei          | 1    | 1     | 0      | Pequim 2008      | 0               | 1                | 0                 | 2                 |
| 14.°    | Giba Godoy                  | Vôlei          | 1    | 1     | 0      | Atenas 2004      | 1               | 0                | 0                 | 2                 |
| 14.°    | Giba Godoy                  | Vôlei          | 1    | 1     | 0      | Pequim 2008      | 0               | 1                | 0                 | 2                 |
| 15.°    | Gustavo Endres              | Vôlei          | 1    | 1     | 0      | Atenas 2004      | 1               | 0                | 0                 | 2                 |
| 15.°    | Gustavo Endres              | Vôlei          | 1    | 1     | 0      | Pequim 2008      | 0               | 1                | 0                 | 2                 |
| 16.°    | Rodrigão Santana            | Vôlei          | 1    | 1     | 0      | Atenas 2004      | 1               | 0                | 0                 | 2                 |
| 16.°    | Rodrigão Santana            | Vôlei          | 1    | 1     | 0      | Pequim 2008      | 0               | 1                | 0                 | 2                 |
| 17.°    | Sérgio Dutra                | Vôlei          | 1    | 1     | 0      | Atenas 2004      | 1               | 0                | 0                 | 2                 |
| 17.°    | Sérgio Dutra                | Vôlei          | 1    | 1     | 0      | Pequim 2008      | 0               | 1                | 0                 | 2                 |
| 18.°    | Rodrigo Pessoa              | Hipismo        | 1    | 0     | 2      | Atlanta 1996     | 0               | 0                | 1                 | 3                 |
| 18.°    | Rodrigo Pessoa              | Hipismo        | 1    | 0     | 2      | Sydney 2000      | 0               | 0                | 1                 | 3                 |
| 18.°    | Rodrigo Pessoa              | Hipismo        | 1    | 0     | 2      | Atenas 2004      | 1               | 0                | 0                 | 3                 |
| 19.°    | Hélia Fofão                 | Vôlei          | 1    | 0     | 2      | Atlanta 1996     | 0               | 0                | 1                 | 3                 |
| 19.°    | Hélia Fofão                 | Vôlei          | 1    | 0     | 2      | Sydney 2000      | 0               | 0                | 1                 | 3                 |
| 19.°    | Hélia Fofão                 | Vôlei          | 1    | 0     | 2      | Pequim 2008      | 1               | 0                | 0                 | 3                 |
| 20.°    | Guilherme Paraense          | Tiro esportivo | 1    | 0     | 1      | Antuérpia 1920   | 1               | 0                | 1                 | 2                 |
| 21.°    | Aurélio Miguel              | Judô           | 1    | 0     | 1      | Seul 1988        | 1               | 0                | 0                 | 2                 |
| 21.°    | Aurélio Miguel              | Judô           | 1    | 0     | 1      | Atlanta 1996     | 0               | 0                | 1                 | 2                 |
| 22.°    | Sandra Pires                | Vôlei de praia | 1    | 0     | 1      | Atlanta 1996     | 1               | 0                | 0                 | 2                 |
| 22.°    | Sandra Pires                | Vôlei de praia | 1    | 0     | 1      | Sydney 2000      | 0               | 0                | 1                 | 2                 |
| 23.°    | Walewska Oliveira           | Vôlei          | 1    | 0     | 1      | Sydney 2000      | 0               | 0                | 1                 | 2                 |
| 23.°    | Walewska Oliveira           | Vôlei          | 1    | 0     | 1      | Pequim 2008      | 1               | 0                | 0                 | 2                 |
| 24.°    | Emanuel Rego                | Vôlei de praia | 1    | 0     | 1      | Atenas 2004      | 1               | 0                | 0                 | 2                 |
| 24.°    | Emanuel Rego                | Vôlei de praia | 1    | 0     | 1      | Pequim 2008      | 0               | 0                | 1                 | 2                 |
| 25.°    | César Cielo                 | Natação        | 1    | 0     | 1      | Pequim 2008      | 1               | 0                | 1                 | 2                 |
| 26.°    | Gustavo Borges              | Natação        | 0    | 2     | 2      | Barcelona 1992   | 0               | 1                | 0                 | 4                 |
| 26.°    | Gustavo Borges              | Natação        | 0    | 2     | 2      | Atlanta 1996     | 0               | 1                | 1                 | 4                 |
| 26.°    | Gustavo Borges              | Natação        | 0    | 2     | 2      | Sydney 2000      | 0               | 0                | 1                 | 4                 |
| 27.°    | Ademir Roque                | Futebol        | 0    | 2     | 0      | Los Angeles 1984 | 0               | 1                | 0                 | 2                 |
| 27.°    | Ademir Roque                | Futebol        | 0    | 2     | 0      | Seul 1988        | 0               | 1                | 0                 | 2                 |
| 28.°    | Luiz Carlos Winck           | Futebol        | 0    | 2     | 0      | Los Angeles 1984 | 0               | 1                | 0                 | 2                 |
| 28.°    | Luiz Carlos Winck           | Futebol        | 0    | 2     | 0      | Seul 1988        | 0               | 1                | 0                 | 2                 |
| 29.°    | Adriana Behar               | Vôlei de praia | 0    | 2     | 0      | Sydney 2000      | 0               | 1                | 0                 | 2                 |
| 29.°    | Adriana Behar               | Vôlei de praia | 0    | 2     | 0      | Atenas 2004      | 0               | 1                | 0                 | 2                 |
| 30.°    | Shelda Bedê                 | Vôlei de praia | 0    | 2     | 0      | Sydney 2000      | 0               | 1                | 0                 | 2                 |
| 30.°    | Shelda Bedê                 | Vôlei de praia | 0    | 2     | 0      | Atenas 2004      | 0               | 1                | 0                 | 2                 |
| 31.°    | Andréia Suntaque            | Futebol        | 0    | 2     | 0      | Atenas 2004      | 0               | 1                | 0                 | 2                 |
| 31.°    | Andréia Suntaque            | Futebol        | 0    | 2     | 0      | Pequim 2008      | 0               | 1                | 0                 | 2                 |
| 32.°    | Cristiane Rozeira           | Futebol        | 0    | 2     | 0      | Atenas 2004      | 0               | 1                | 0                 | 2                 |
| 32.°    | Cristiane Rozeira           | Futebol        | 0    | 2     | 0      | Pequim 2008      | 0               | 1                | 0                 | 2                 |
| 33.°    | Daniela Alves               | Futebol        | 0    | 2     | 0      | Atenas 2004      | 0               | 1                | 0                 | 2                 |
| 33.°    | Daniela Alves               | Futebol        | 0    | 2     | 0      | Pequim 2008      | 0               | 1                | 0                 | 2                 |
| 34.°    | Delma Pretinha              | Futebol        | 0    | 2     | 0      | Atenas 2004      | 0               | 1                | 0                 | 2                 |
| 34.°    | Delma Pretinha              | Futebol        | 0    | 2     | 0      | Pequim 2008      | 0               | 1                | 0                 | 2                 |
| 35.°    | Marta Vieira                | Futebol        | 0    | 2     | 0      | Atenas 2004      | 0               | 1                | 0                 | 2                 |
| 35.°    | Marta Vieira                | Futebol        | 0    | 2     | 0      | Pequim 2008      | 0               | 1                | 0                 | 2                 |
| 36.°    | Maycon Santos               | Futebol        | 0    | 2     | 0      | Atenas 2004      | 0               | 1                | 0                 | 2                 |
| 36.°    | Maycon Santos               | Futebol        | 0    | 2     | 0      | Pequim 2008      | 0               | 1                | 0                 | 2                 |
| 37.°    | Miraíldes Formiga           | Futebol        | 0    | 2     | 0      | Atenas 2004      | 0               | 1                | 0                 | 2                 |
| 37.°    | Miraíldes Formiga           | Futebol        | 0    | 2     | 0      | Pequim 2008      | 0               | 1                | 0                 | 2                 |
| 38.°    | Renata Kóki                 | Futebol        | 0    | 2     | 0      | Atenas 2004      | 0               | 1                | 0                 | 2                 |
| 38.°    | Renata Kóki                 | Futebol        | 0    | 2     | 0      | Pequim 2008      | 0               | 1                | 0                 | 2                 |
| 39.°    | Rosana Augusto              | Futebol        | 0    | 2     | 0      | Atenas 2004      | 0               | 1                | 0                 | 2                 |
| 39.°    | Rosana Augusto              | Futebol        | 0    | 2     | 0      | Pequim 2008      | 0               | 1                | 0                 | 2                 |
| 40.°    | Tânia Maranhão              | Futebol        | 0    | 2     | 0      | Atenas 2004      | 0               | 1                | 0                 | 2                 |
| 40.°    | Tânia Maranhão              | Futebol        | 0    | 2     | 0      | Pequim 2008      | 0               | 1                | 0                 | 2                 |
| 41.°    | Afrânio da Costa            | Tiro esportivo | 0    | 1     | 1      | Antuérpia 1920   | 0               | 1                | 1                 | 2                 |
| 42.°    | Nelson Prudêncio            | Atletismo      | 0    | 1     | 1      | México 1968      | 0               | 1                | 0                 | 2                 |
| 42.°    | Nelson Prudêncio            | Atletismo      | 0    | 1     | 1      | Munique 1972     | 0               | 0                | 1                 | 2                 |
| 43.°    | Bebeto Gama                 | Futebol        | 0    | 1     | 1      | Seul 1988        | 0               | 1                | 0                 | 2                 |
| 43.°    | Bebeto Gama                 | Futebol        | 0    | 1     | 1      | Atlanta 1996     | 0               | 0                | 1                 | 2                 |
| 44.°    | Adriana Samuel              | Vôlei de praia | 0    | 1     | 1      | Atlanta 1996     | 0               | 1                | 0                 | 2                 |
| 44.°    | Adriana Samuel              | Vôlei de praia | 0    | 1     | 1      | Sydney 2000      | 0               | 0                | 1                 | 2                 |
| 45.°    | André Domingos              | Atletismo      | 0    | 1     | 1      | Atlanta 1996     | 0               | 0                | 1                 | 2                 |
| 45.°    | André Domingos              | Atletismo      | 0    | 1     | 1      | Sydney 2000      | 0               | 1                | 0                 | 2                 |
| 46.°    | Édson Luciano               | Atletismo      | 0    | 1     | 1      | Atlanta 1996     | 0               | 0                | 1                 | 2                 |
| 46.°    | Édson Luciano               | Atletismo      | 0    | 1     | 1      | Sydney 2000      | 0               | 1                | 0                 | 2                 |
| 47.°    | Adriana Santos              | Basquete       | 0    | 1     | 1      | Atlanta 1996     | 0               | 1                | 0                 | 2                 |
| 47.°    | Adriana Santos              | Basquete       | 0    | 1     | 1      | Sydney 2000      | 0               | 0                | 1                 | 2                 |
| 48.°    | Alessandra Santos           | Basquete       | 0    | 1     | 1      | Atlanta 1996     | 0               | 1                | 0                 | 2                 |
| 48.°    | Alessandra Santos           | Basquete       | 0    | 1     | 1      | Sydney 2000      | 0               | 0                | 1                 | 2                 |
| 49.°    | Cíntia Tuiú                 | Basquete       | 0    | 1     | 1      | Atlanta 1996     | 0               | 1                | 0                 | 2                 |
| 49.°    | Cíntia Tuiú                 | Basquete       | 0    | 1     | 1      | Sydney 2000      | 0               | 0                | 1                 | 2                 |
| 50.°    | Janeth Arcain               | Basquete       | 0    | 1     | 1      | Atlanta 1996     | 0               | 1                | 0                 | 2                 |
| 50.°    | Janeth Arcain               | Basquete       | 0    | 1     | 1      | Sydney 2000      | 0               | 0                | 1                 | 2                 |
| 51.°    | Marta Sobral                | Basquete       | 0    | 1     | 1      | Atlanta 1996     | 0               | 1                | 0                 | 2                 |
| 51.°    | Marta Sobral                | Basquete       | 0    | 1     | 1      | Sydney 2000      | 0               | 0                | 1                 | 2                 |
| 52.°    | Silvinha Luz                | Basquete       | 0    | 1     | 1      | Atlanta 1996     | 0               | 1                | 0                 | 2                 |
| 52.°    | Silvinha Luz                | Basquete       | 0    | 1     | 1      | Sydney 2000      | 0               | 0                | 1                 | 2                 |
| 53.°    | Vicente Lenílson            | Atletismo      | 0    | 1     | 1      | Sydney 2000      | 0               | 1                | 0                 | 2                 |
| 53.°    | Vicente Lenílson            | Atletismo      | 0    | 1     | 1      | Pequim 2008      | 0               | 0                | 1                 | 2                 |
| 54.°    | Tiago Camilo                | Judô           | 0    | 1     | 1      | Sydney 2000      | 0               | 1                | 0                 | 2                 |
| 54.°    | Tiago Camilo                | Judô           | 0    | 1     | 1      | Pequim 2008      | 0               | 0                | 1                 | 2                 |
| 55.°    | Zenny Algodão               | Basquete       | 0    | 0     | 2      | Londres 1948     | 0               | 0                | 1                 | 2                 |
| 55.°    | Zenny Algodão               | Basquete       | 0    | 0     | 2      | Roma 1960        | 0               | 0                | 1                 | 2                 |
| 56.°    | Amaury Pasos                | Basquete       | 0    | 0     | 2      | Roma 1960        | 0               | 0                | 1                 | 2                 |
| 56.°    | Amaury Pasos                | Basquete       | 0    | 0     | 2      | Tóquio 1964      | 0               | 0                | 1                 | 2                 |
| 57.°    | Antonio Sucar               | Basquete       | 0    | 0     | 2      | Roma 1960        | 0               | 0                | 1                 | 2                 |
| 57.°    | Antonio Sucar               | Basquete       | 0    | 0     | 2      | Tóquio 1964      | 0               | 0                | 1                 | 2                 |
| 58.°    | Carlos Mosquito             | Basquete       | 0    | 0     | 2      | Roma 1960        | 0               | 0                | 1                 | 2                 |
| 58.°    | Carlos Mosquito             | Basquete       | 0    | 0     | 2      | Tóquio 1964      | 0               | 0                | 1                 | 2                 |
| 59.°    | Carmo Rosa Branca           | Basquete       | 0    | 0     | 2      | Roma 1960        | 0               | 0                | 1                 | 2                 |
| 59.°    | Carmo Rosa Branca           | Basquete       | 0    | 0     | 2      | Tóquio 1964      | 0               | 0                | 1                 | 2                 |
| 60.°    | Edson Bispo                 | Basquete       | 0    | 0     | 2      | Roma 1960        | 0               | 0                | 1                 | 2                 |
| 60.°    | Edson Bispo                 | Basquete       | 0    | 0     | 2      | Tóquio 1964      | 0               | 0                | 1                 | 2                 |
| 61.°    | Jatyr Schall                | Basquete       | 0    | 0     | 2      | Roma 1960        | 0               | 0                | 1                 | 2                 |
| 61.°    | Jatyr Schall                | Basquete       | 0    | 0     | 2      | Tóquio 1964      | 0               | 0                | 1                 | 2                 |
| 62.°    | Wlamir Marques              | Basquete       | 0    | 0     | 2      | Roma 1960        | 0               | 0                | 1                 | 2                 |
| 62.°    | Wlamir Marques              | Basquete       | 0    | 0     | 2      | Tóquio 1964      | 0               | 0                | 1                 | 2                 |
| 63.°    | Reinaldo Conrad             | Vela           | 0    | 0     | 2      | México 1968      | 0               | 0                | 1                 | 2                 |
| 63.°    | Reinaldo Conrad             | Vela           | 0    | 0     | 2      | Montreal 1976    | 0               | 0                | 1                 | 2                 |
| 64.°    | João Carlos de Oliveira     | Atletismo      | 0    | 0     | 2      | Montreal 1976    | 0               | 0                | 1                 | 2                 |
| 64.°    | João Carlos de Oliveira     | Atletismo      | 0    | 0     | 2      | Moscou 1980      | 0               | 0                | 1                 | 2                 |
| 65.°    | Lars Grael                  | Vela           | 0    | 0     | 2      | Seul 1988        | 0               | 0                | 1                 | 2                 |
| 65.°    | Lars Grael                  | Vela           | 0    | 0     | 2      | Atlanta 1996     | 0               | 0                | 1                 | 2                 |
| 66.°    | Robson Caetano              | Atletismo      | 0    | 0     | 2      | Seul 1988        | 0               | 0                | 1                 | 2                 |
| 66.°    | Robson Caetano              | Atletismo      | 0    | 0     | 2      | Atlanta 1996     | 0               | 0                | 1                 | 2                 |
| 67.°    | Fernando Scherer            | Natação        | 0    | 0     | 2      | Atlanta 1996     | 0               | 0                | 1                 | 2                 |
| 67.°    | Fernando Scherer            | Natação        | 0    | 0     | 2      | Sydney 2000      | 0               | 0                | 1                 | 2                 |
| 68.°    | Álvaro Doda de Miranda Neto | Hipismo        | 0    | 0     | 2      | Atlanta 1996     | 0               | 0                | 1                 | 2                 |
| 68.°    | Álvaro Doda de Miranda Neto | Hipismo        | 0    | 0     | 2      | Sydney 2000      | 0               | 0                | 1                 | 2                 |
| 69.°    | André Johannpeter           | Hipismo        | 0    | 0     | 2      | Atlanta 1996     | 0               | 0                | 1                 | 2                 |
| 69.°    | André Johannpeter           | Hipismo        | 0    | 0     | 2      | Sydney 2000      | 0               | 0                | 1                 | 2                 |
| 70.°    | Luiz Felipe de Azevedo      | Hipismo        | 0    | 0     | 2      | Atlanta 1996     | 0               | 0                | 1                 | 2                 |
| 70.°    | Luiz Felipe de Azevedo      | Hipismo        | 0    | 0     | 2      | Sydney 2000      | 0               | 0                | 1                 | 2                 |
| 71.°    | Leila Barros                | Vôlei          | 0    | 0     | 2      | Atlanta 1996     | 0               | 0                | 1                 | 2                 |
| 71.°    | Leila Barros                | Vôlei          | 0    | 0     | 2      | Sydney 2000      | 0               | 0                | 1                 | 2                 |
| 72.°    | Virna Dias                  | Vôlei          | 0    | 0     | 2      | Atlanta 1996     | 0               | 0                | 1                 | 2                 |
| 72.°    | Virna Dias                  | Vôlei          | 0    | 0     | 2      | Sydney 2000      | 0               | 0                | 1                 | 2                 |
| 73.°    | Leandro Guilheiro           | Judô           | 0    | 0     | 2      | Atenas 2004      | 0               | 0                | 1                 | 2                 |
| 73.°    | Leandro Guilheiro           | Judô           | 0    | 0     | 2      | Pequim 2008      | 0               | 0                | 1                 | 2                 |

## Medalhas
| Medalha | Atleta | Esporte           | Modalidade         | Data       |
| ------- | --- | ----------------- | ------------------ | ---------- |
| Ouro    | César Cielo | Natação           | 50 m livre         | 16/08/2008 |
| Ouro    | Maurren Maggi | Atletismo         | salto em distância | 22/08/2008 |
| Ouro    | Seleção Brasileira de Voleibol Feminino Carol Albuquerque Fabi Alvim Fabiana Claudino Hélia Fofão Jaqueline Carvalho Mari Steinbrecher Paula Pequeno Sassá Gonzaga Sheilla Castro Thaísa Daher Valeskinha Menezes Walewska Oliveira                                                                                    | Voleibol          | equipe quadra      | 23/08/2008 |
| Prata   | Bruno Prada Robert Scheidt | Vela              | classe star        | 21/08/2008 |
| Prata   | Seleção Brasileira de Futebol Feminino Andréia Rosa Andréia Suntaque Bárbara Barbosa Cristiane Rozeira Daniela Alves Delma Pretinha Érika Santos Ester Santos Fabiana Simões Francielle Alberto Marta Vieira Maurine Gonçalves Maycon Santos Miraíldes Formiga Renata Kóki Rosana Augusto Simone Jatobá Tânia Maranhão | Futebol           | equipe campo       | 21/08/2008 |
| Prata   | Fabio Luiz Magalhães Márcio Araújo | Voleibol de praia | dupla praia        | 22/08/2008 |
| Prata   | Seleção Brasileira de Voleibol Masculino Anderson Rodrigues André Heller André Nascimento Bruno Rezende Dante Amaral Giba Godoy Gustavo Endres Marcelinho Elgarten Murilo Endres Rodrigão Santana Samuel Fuchs Sérgio Dutra                                                                                            | Voleibol          | equipe quadra      | 24/08/2008 |
| Bronze  | Ketleyn Quadros | Judô              | peso leve          | 11/08/2008 |
| Bronze  | Leandro Guilheiro | Judô              | peso leve          | 11/08/2008 |
| Bronze  | Tiago Camilo | Judô              | peso meio-médio    | 12/08/2008 |
| Bronze  | César Cielo | Natação           | 100 m livre        | 14/08/2008 |
| Bronze  | Fernanda Oliveira Isabel Swan | Vela              | classe 470         | 18/08/2008 |
| Bronze  | Lucimar de Moura Rosângela Santos Rosemar Coelho Thaíssa Presti Ana Cláudia Lemos (reserva) (*) | Atletismo         | 4×100 m rasos      | 22/08/2008 |
| Bronze  | Bruno Lins José Carlos Codó Sandro Viana Vicente Lenílson Nilson Andrè (reserva) Rafael da Silva Ribeiro (reserva) (*) | Atletismo         | 4×100 m rasos      | 22/08/2008 |
| Bronze  | Emanuel Rego Ricardo Santos | Voleibol de praia | dupla praia        | 22/08/2008 |
| Bronze  | Seleção Brasileira de Futebol Masculino Alex Silva Alexandre Pato Anderson Abreu Breno Borges Diego Alves Diego Ribas Hernanes Lima Ilsinho Dias Jô de Assis Lucas Leiva Marcelo Vieira Rafael Sóbis Rafinha Souza Ramires Nascimento Renan Soares Ronaldinho Moreira Thiago Neves Thiago Silva                        | Futebol           | equipe campo       | 22/08/2008 |
| Bronze  | Natália Falavigna | Taekwondo         | peso médio         | 23/08/2008 |

| Medalhas por esporte | Medalhas por esporte | Medalhas por esporte | Medalhas por esporte | Medalhas por esporte |
| Esporte              | Medalha de ouro      | Medalha de prata     | Medalha de bronze    | Total de medalhas    |
| -------------------- | -------------------- | -------------------- | -------------------- | -------------------- |
| Judô                 | 0                    | 0                    | 3                    | 3                    |
| Natação              | 1                    | 0                    | 1                    | 2                    |
| Vela                 | 0                    | 1                    | 1                    | 2                    |
| Futebol              | 0                    | 1                    | 1                    | 2                    |
| Atletismo            | 1                    | 0                    | 2                    | 3                    |
| Voleibol de praia    | 0                    | 1                    | 1                    | 2                    |
| Taekwondo            | 0                    | 0                    | 1                    | 1                    |
| Voleibol             | 1                    | 1                    | 0                    | 2                    |
| Total                | 3                    | 4                    | 10                   | 17                   |

## Medalhas de torneio afiliado
| Medalha | Atleta                      | Esporte | Modalidade          | Data       |
| ------- | --------------------------- | ------- | ------------------- | ---------- |
| Bronze  | Emerson Nogueira de Almeida | Kung Fu | sanshou (até 85 kg) | 24/08/2008 |

| Medalhas por torneio afiliado | Medalhas por torneio afiliado | Medalhas por torneio afiliado | Medalhas por torneio afiliado | Medalhas por torneio afiliado |
| Esporte                       | Medalha de ouro               | Medalha de prata              | Medalha de bronze             | Total de medalhas             |
| ----------------------------- | ----------------------------- | ----------------------------- | ----------------------------- | ----------------------------- |
| Kung Fu                       | 0                             | 0                             | 1                             | 1                             |
| Total                         | 0                             | 0                             | 1                             | 1                             |